# Liga Europa de la UEFA 2011-12

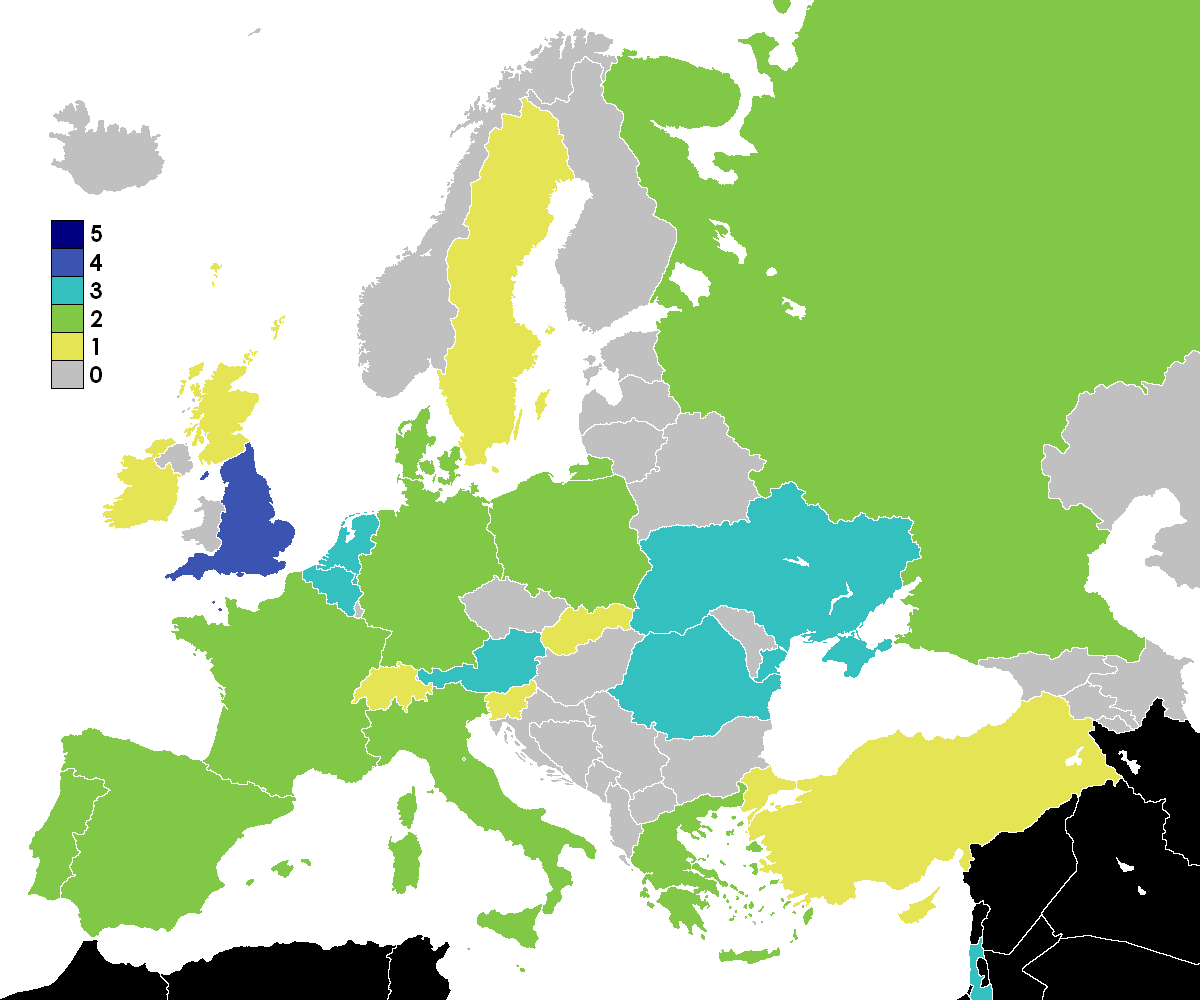
Número de Equipos por país en la edición 2011-12 de la UEFA Europa League

La Liga Europea de la UEFA 2011-12 (en inglés, UEFA Europa League) ha sido la 41.ª edición de esta competición y la tercera tras el cambio de denominación y formato desde Copa de la UEFA. Un total de 193 equipos (incluyendo 33 conjuntos eliminados de fases distintas de la Liga de Campeones) de 53 federaciones nacionales participan en esta edición en la que solo el campeón de la temporada anterior tiene garantizada su participación en la fase final de la competición, siempre y cuando no se hubiere clasificado para cualquiera de las distintas fases de la Liga de Campeones. La final se jugó en el Estadio Nacional de Rumania, en Bucarest el 9 de mayo de 2012. El Atlético de Madrid, se alzó con el título ganando 3-0 al Athletic Club, después de realizar una gran competición, ganando 17 partidos con tan solo un empate y una derrota. Consiguiendo de esta manera su segundo título en tres años desde que la competición cambió su denominación a Europa League.

## Rondas previas de clasificación

### Primera ronda previa
Participaron un total de 50 equipos, 47 de ellos pertenecientes a las 32 ligas con menor coeficiente UEFA, salvo Liechtenstein. Estos equipos se definieron así: los 18 equipos subcampeones de las ligas en las posiciones 35-53 del coeficiente UEFA y los 29 que quedaron en tercer lugar en las ligas en las posiciones 22-51. Los otros tres fueron invitados en relación con el ranking por ligas de juego limpio de la UEFA (en este caso, de las ligas de Noruega, Inglaterra y Suecia). El sorteo se llevó a cabo el 20 de junio de 2011 en Nyon; los encuentros de la ida se disputaron el 30 de junio, mientras que los de vuelta se jugaron el 7 de julio.
| Equipo local ida       | Resultado  | Equipo visitante ida     | Ida | Vuelta |
| ---------------------- | ---------- | ------------------------ | --- | ------ |
| ÍF Fuglafjørdur        | 2:8        | KR Reykjavík             | 1:3 | 1:5    |
| FK Daugava Daugavpils  | 1:7        | Tromsø IL                | 0:5 | 1:2    |
| IF Elfsborg            | 5:1        | CS Fola Esch             | 4:0 | 1:1    |
| The New Saints FC      | 2:1        | Cliftonville FC          | 1:1 | 1:0    |
| FC Honka               | 2:0        | JK Nõmme Kalju           | 0:0 | 2:0    |
| Fulham FC              | 3:0        | NSÍ Runavík              | 3:0 | 0:0    |
| ÍB Vestmannaeyar       | 1:2        | St Patrick's Athletic FC | 1:0 | 0:2    |
| UN Käerjéng 97         | 2:6        | BK Häcken                | 1:1 | 1:5    |
| Aalesunds FK           | 6:1        | Neath FC                 | 4:1 | 2:0    |
| FK Renova              | 3:3(2-3 p) | Glentoran FC             | 2:1 | 1:2    |
| FC Koper               | 2:3        | FC Shakhter Karagandy    | 1:1 | 1:2    |
| FK Banga Gargždai      | 0:7        | FK Qarabağ               | 0:4 | 0:3    |
| UE Santa Coloma        | 0:5        | Paksi SE                 | 0:1 | 0:4    |
| JK Narva Trans         | 1:7        | FK Rabotnički            | 1:4 | 0:3    |
| FK Rad Belgrado        | 9:1        | SP Tre Penne             | 6:0 | 3:1    |
| FK Buducnost Podgorica | 3:4        | KS Flamurtari Vlorë      | 1:3 | 2:1    |
| Ferencváros TC         | 5:0        | Ulisses F.C.             | 3:0 | 2:0    |
| Jagiellonia Białystok  | 1:2        | FC Irtysh Pavlodar       | 1:0 | 0:2    |
| AZAL Bakú              | 2:3        | FC Minsk                 | 1:1 | 1:2    |
| FC Dinamo Tbilisi      | 5:1        | FC Milsami               | 2:0 | 3:1    |
| NK Varaždin            | 6:1        | FC Lusitanos             | 5:1 | 1:0    |
| FC Banants             | 1:2        | FC Olimpi Rustavi        | 0:1 | 1:1    |
| Birkirkara FC          | 1:2        | KS Vllaznia Shkodër      | 0:1 | 1:1    |
| NK Široki Brijeg       | 0:3        | NK Olimpija Ljubljana    | 0:0 | 0:3    |
| FC Spartak Trnava      | 4:2        | FK Zeta                  | 3:0 | 1:2    |

### Segunda ronda previa
Participaron 55 equipos, pertenecientes a todas las ligas de la UEFA salvo las seis primeras de la clasificación del coeficiente UEFA por ligas, estos equipos se definieron así: los 24 equipos ganadores de copa de las ligas en las posiciones 30-53 del coeficiente UEFA, los 16 subcampeones de las ligas en las posiciones 19-34, los 6 equipos que quedaron en tercer lugar de las ligas en las posiciones 16-21, los 6 equipos que quedaron en cuarto lugar de las ligas en las posiciones 10-15 y los 3 equipos que quedaron en quinto lugar de las ligas en las posiciones 7-9. A los que se unieron los 25 clasificados de la primera ronda previa. El mismo sorteo de la primera ronda sirvió para establecer las eliminatorias de la segunda; los encuentros de la ida se disputaron el 14 de julio, mientras que los de vuelta se jugaron el 21 de julio.
| Equipo local ida        | Resultado | Equipo visitante ida     | Ida | Vuelta  |
| ----------------------- | --------- | ------------------------ | --- | ------- |
| FC Olimpi Rustavi       | 3:1       | FC Irtysh Pavlodar       | 1:1 | 2:0     |
| FK Sūduva               | 1:4       | IF Elfsborg              | 1:1 | 0:3     |
| FK Metalurg Skopje      | 2:3       | Lokomotiv Sofia          | 0:0 | 2:3     |
| UE Sant Julià           | 0:4       | Bnei Yehuda Tel Aviv FC  | 0:2 | 0:2     |
| FK Željezničar Sarajevo | 1:0       | FC Sheriff Tiraspol      | 1:0 | 0:0     |
| KuPS                    | 1:2       | CS Gaz Metan Mediaş      | 1:0 | 0:2     |
| FC Minsk                | 2:5       | Gaziantepspor            | 1:1 | 1:4     |
| FC Iskra-Stal Rîbniţa   | 2:4       | NK Varaždin              | 1:1 | 1:3     |
| FK Tauras               | 2:5       | ADO Den Haag             | 2:3 | 0:2     |
| Glentoran FC            | 0:5       | FC Vorskla Poltava       | 0:2 | 0:3     |
| AC Juvenes/Dogana       | 0:4       | FK Rabotnički            | 0:1 | 0:3     |
| Örebro SK               | 0:2       | FK Sarajevo              | 0:0 | 0:2     |
| Crusaders FC            | 1:7       | Fulham FC                | 1:3 | 0:4     |
| Llanelli AFC            | 2:6       | FC Dinamo Tbilisi        | 2:1 | 0:5     |
| Floriana FC             | 0:9       | AEK Larnaca              | 0:8 | 0:1     |
| FC Shakhtyor Soligorsk  | 2:4       | FK Ventspils             | 0:1 | 2:3     |
| KS Flamurtari Vlorë     | 1:7       | FK Baumit Jablonec       | 0:2 | 1:5     |
| KR Reykjavík            | 3:2       | MŠK Žilina               | 3:0 | 0:2     |
| Vålerenga Fotball       | 2:0       | Mika FC                  | 1:0 | 1:0     |
| NK Olimpija Ljubljana   | 3:1       | Bohemian FC              | 2:0 | 1:1     |
| NK Domžale              | 2:5       | RNK Split                | 1:2 | 1:3     |
| FC Differdange 03       | 1:0       | FC Levadia Tallin        | 0:0 | 1:0     |
| KF Tirana               | 1:3       | FC Spartak Trnava        | 0:0 | 1:3     |
| Ferencváros TC          | 3:4       | Aalesunds FK             | 2:1 | 1:3(pr) |
| FK Liepājas Metalurgs   | 1:4       | Red Bull Salzburgo       | 1:4 | 0:0     |
| FK Rad Belgrado         | 1:2       | Olympiakos Volou         | 0:1 | 1:1     |
| The New Saints FC       | 3:8       | FC Midtjylland           | 1:3 | 2:5     |
| Kecskeméti TE           | 1:1(v)    | FC Aktobe                | 1:1 | 0:0     |
| BK Häcken               | 3:0       | FC Honka                 | 1:0 | 2:0     |
| Anorthosis Famagusta    | 3:2       | FC Gagra                 | 3:0 | 0:2     |
| FC Vaduz                | (v)3:3    | FK Vojvodina             | 0:2 | 3:1     |
| FK Rudar Pljevlja       | 0:5       | FK Austria Viena         | 0:3 | 0:2     |
| Śląsk Wrocław           | (v)3:3    | Dundee United FC         | 1:0 | 2:3     |
| FC Shakhter Karagandy   | 2:3       | St Patrick's Athletic FC | 2:1 | 0:2     |
| EB/Streymur             | 1:1(v)    | FK Qarabağ               | 1:1 | 0:0     |
| FH Hafnarfjörður        | 1:3       | CD Nacional              | 1:1 | 0:2     |
| Paksi SE                | 4:1       | Tromsø IL                | 1:1 | 3:0     |
| Turun Palloseura        | 0:1       | KVC Westerlo             | 0:1 | 0:0     |
| Maccabi Tel Aviv FC     | 3:1       | FK Khazar Lenkoran       | 3:1 | 0:0     |
| KS Vllaznia Shkodër     | 1:2       | FC Thun                  | 0:0 | 1:2     |

### Tercera ronda previa
Participaron 30 equipos pertenecientes a las 29 ligas con mayor coeficiente UEFA, estos equipos se definieron así: los 12 ganadores de copa de las ligas en las posiciones 18-29 del coeficiente UEFA, los 3 subcampeones de las ligas en las posiciones 16-18, los 6 equipos que quedaron en tercer lugar de las ligas en las posiciones 10-15, los 3 equipos que quedaron en cuarto lugar de las ligas en las posiciones 7-9, los 3 equipos que quedaron en quinto lugar de las ligas en las posiciones 4-6 y los 3 equipos que quedaron en sexto lugar de las ligas en las posiciones 1-3, a los que se unieron los 40 clasificados de la segunda ronda previa. El sorteo se llevó a cabo el 16 de julio de 2011 en Nyon; los encuentros de la ida se disputaron el 28 de julio, mientras que los de vuelta se jugaron el 4 de agosto.
| Equipo local ida        | Resultado  | Equipo visitante ida      | Ida | Vuelta |
| ----------------------- | ---------- | ------------------------- | --- | ------ |
| Atlético Madrid         | 4:1        | Strømsgodset IF           | 2:1 | 2:0    |
| BSC Young Boys          | 5:1        | KVC Westerlo              | 3:1 | 2:0    |
| FK Ventspils            | 1:9        | Estrella Roja de Belgrado | 1:2 | 0:7    |
| FC Alania Vladikavkaz   | (p 4-2)2:2 | FC Aktobe                 | 1:1 | 1:1    |
| AEK Larnaca             | 5:2        | FK Mladá Boleslav         | 3:0 | 2:2    |
| FK Željezničar Sarajevo | 0:8        | Maccabi Tel Aviv FC       | 0:2 | 0:6    |
| AZ Alkmaar              | 3:1        | FK Baumit Jablonec        | 2:0 | 1:1    |
| NK Olimpija Ljubljana   | 3:4        | FK Austria Viena          | 1:1 | 2:3    |
| Bursaspor               | 5:2        | FC Gomel                  | 2:1 | 3:1    |
| Aalesunds FK            | 5:1        | IF Elfsborg               | 4:0 | 1:1    |
| Gaziantepspor           | 0:1        | Legia Varsovia            | 0:1 | 0:0    |
| Hapoel Tel Aviv FC      | 5:2        | FC Vaduz                  | 4:0 | 1:2    |
| FC Olimpi Rustavi       | 2:7        | Stade Rennais FC          | 2:5 | 0:2    |
| Levski Sofia            | 3:3(4-5 p) | FC Spartak Trnava         | 2:1 | 1:2    |
| FC Midtjylland          | 1:2        | Vitória Guimarães         | 0:0 | 1:2    |
| Dinamo Bucarest         | 4:3        | NK Varaždin               | 2:2 | 2:1    |
| FK Karpaty Lviv         | 5:1        | St Patrick's Athletic FC  | 2:0 | 3:1    |
| US Palermo              | 3:3(v)     | FC Thun                   | 2:2 | 1:1    |
| KR Reykjavík            | 1:6        | FC Dinamo Tbilisi         | 1:4 | 0:2    |
| AC Omonia               | 3:1        | ADO Den Haag              | 3:0 | 0:1    |
| Red Bull Salzburgo      | 4:0        | FK Senica                 | 1:0 | 3:0    |
| Club Brujas             | 4:2        | FK Qarabağ                | 4:1 | 0:1    |
| FC Differdange 03       | 0:6        | Olympiakos Volou          | 0:3 | 0:3    |
| 1. FSV Maguncia 05      | 2:2(3-4 p) | CS Gaz Metan Mediaş       | 1:1 | 1:1    |
| Bnei Yehuda Tel Aviv FC | 1:3        | Helsingborgs IF           | 1:0 | 0:3    |
| Stoke City FC           | 2:0        | Hajduk Split              | 1:0 | 1:0    |
| Anorthosis Famagusta    | 2:3        | FK Rabotnički             | 0:2 | 2:1    |
| Sparta Praga            | 7:0        | FK Sarajevo               | 5:0 | 2:0    |
| FC Vorskla Poltava      | 2:0        | Sligo Rovers FC           | 0:0 | 2:0    |
| Paksi SE                | 2:5        | Heart of Midlothian FC    | 1:1 | 1:4    |
| Śląsk Wrocław           | 0:0(4-3 p) | Lokomotiv Sofia           | 0:0 | 0:0    |
| CD Nacional             | 4:2        | BK Häcken                 | 3:0 | 1:2    |
| SV Ried                 | (v)4:4     | Brondby IF                | 2:0 | 2:4    |
| Vålerenga Fotball       | 0:5        | PAOK Salónica FC          | 0:2 | 0:3    |
| RNK Split               | 0:2        | Fulham FC                 | 0:0 | 0:2    |

### Cuarta ronda previa (Ronda de Play-Off)
Participaron 26 equipos pertenecientes a las 17 ligas con mayor coeficiente UEFA, estos equipos se definieron así: los 17 ganadores de copa de las ligas en las posiciones 1-17 del coeficiente UEFA, los 3 equipos que quedaron en tercer lugar de las ligas en las posiciones 7-9, los 3 equipos que quedaron en cuarto lugar de las ligas en las posiciones 4-6 y los 3 equipos que quedaron en quinto lugar de las ligas en las posiciones 1-3. A ellos se unieron los 35 clasificados de la tercera ronda previa más los 15 eliminados de la tercera ronda previa de la Liga de Campeones. Los encuentros de la ida se disputaron el 18 de agosto, mientras que los de vuelta se jugaron el 25 de agosto.
| Equipo local ida          | Resultado | Equipo visitante ida     | Ida | Vuelta    |
| ------------------------- | --------- | ------------------------ | --- | --------- |
| Maccabi Tel Aviv FC       | 4:2       | Panathinaikos FC         | 3:0 | 1:2       |
| Atlético Madrid           | 6:0       | Vitória Guimarães        | 2:0 | 4:0       |
| Shamrock Rovers FC        | 3:2       | FK Partizan              | 1:1 | (pr)2:1   |
| FC Metalist Kharkiv       | 4:0       | FC Sochaux               | 0:0 | 4:0       |
| Beşiktaş JK               | 3:2       | FC Alania Vladikavkaz    | 3:0 | 0:2       |
| Rosenborg BK              | 1:2       | AEK Larnaca              | 0:0 | 1:2       |
| FC Vorskla Poltava        | 5:3       | Dinamo Bucarest          | 2:1 | 3:2       |
| Bursaspor                 | 3:4       | RSC Anderlecht           | 1:2 | 2:2       |
| ŠK Slovan Bratislava      | 2:1       | AS Roma                  | 1:0 | 1:1       |
| FC Differdange 03         | 0:6       | Paris Saint-Germain FC   | 0:4 | 0:2       |
| Legia Varsovia            | 5:4       | FC Spartak Moscú         | 2:2 | 3:2       |
| FK Ekranas                | 1:4       | Hapoel Tel Aviv FC       | 1:0 | 0:4       |
| PAOK Salónica FC          | 3:1       | FK Karpaty Lviv          | 2:0 | 1:1       |
| Athletic de Bilbao        | 0-0       | Trabzonspor              | 0:0 | Cancelado |
| Heart of Midlothian FC    | 0:5       | Tottenham Hotspur FC     | 0:5 | 0:0       |
| NK Maribor                | 3:2       | Glasgow Rangers          | 2:1 | 1:1       |
| Steaua Bucarest           | 3:1       | CSKA Sofía               | 2:0 | 1:1       |
| FC Nordsjælland           | 1:2       | Sporting Lisboa          | 0:0 | 1:2       |
| Fulham FC                 | 3:1       | FC Dnipro Dnipropetrovsk | 3:0 | 0:1       |
| FC Lokomotiv Moscú        | 3:1       | FC Spartak Trnava        | 2:0 | 1:1       |
| Celtic                    | 1:3       | FC Sion                  | 0:0 | 1:3       |
| Śląsk Wrocław             | 2:4       | Rapid Bucarest           | 1:3 | 1:1       |
| Litex Lovech              | 1:3       | Dinamo Kiev              | 1:2 | 0:1       |
| SS Lazio                  | 9:1       | FK Rabotnički            | 6:0 | 3:1       |
| CD Nacional               | 0:3       | Birmingham City FC       | 0:0 | 0:3       |
| SV Ried                   | 0:5       | PSV Eindhoven            | 0:0 | 0:5       |
| FC Thun                   | 1:5       | Stoke City FC            | 0:1 | 1:4       |
| Aalesunds FK              | 2:7       | AZ Alkmaar               | 2:1 | 0:6       |
| FC Vaslui                 | 2:1       | Sparta Praga             | 2:0 | 0:1       |
| AC Omonia                 | 2:2(v)    | Red Bull Salzburgo       | 2:1 | 0:1       |
| FC Zestafoni              | 3:5       | Club Brujas              | 3:3 | 0:2       |
| Hannover 96               | 3:2       | Sevilla FC               | 2:1 | 1:1       |
| HJK Helsinki              | 3:6       | FC Schalke 04            | 2:0 | 1:6       |
| AEK Atenas FC             | 2:1       | FC Dinamo Tbilisi        | 1:0 | 1:1       |
| Estrella Roja de Belgrado | 1:6       | Stade Rennais FC         | 1:2 | 0:4       |
| FK Austria Viena          | 3:2       | CS Gaz Metan Mediaş      | 3:1 | 0:1       |
| SC Braga                  | (v)2:2    | BSC Young Boys           | 0:0 | 2:2       |
| Standard Lieja            | 4:1       | Helsingborgs IF          | 1:0 | 3:1       |

## Fase de grupos
En esta ronda participaron los 38 clasificados de la cuarta ronda previa y los 10 equipos eliminados de la cuarta ronda previa de la Liga de Campeones. Al haberse clasificado el FC Porto (campeón de la edición anterior) para la Liga de Campeones el formato de clasificación se ha modificado en consecuencia clasificando de forma automática a equipos de distintas rondas para la inmediatamente siguiente, a fin de cubrir las 48 plazas de la competición oficial. Esta fase constó de 12 grupos de 4 equipos cada uno, los cuales se enfrentaron entre ellos a doble vuelta. Los dos primeros de cada grupo se clasificaron para los dieciseisavos de final de la competición, donde se encontrarán con los 8 terceros de la fase de grupos de la Liga de Campeones.
|  | Equipos clasificados para los dieciseisavos de final. |
|  | Equipos eliminados de la competición.                 |

### Grupo A
| Equipo            | Pts | PJ | PG | PE | PP | GF | GC | Dif |
| ----------------- | --- | -- | -- | -- | -- | -- | -- | --- |
| PAOK Salónica     | 12  | 6  | 3  | 3  | 0  | 10 | 6  | +4  |
| Rubin Kazán       | 11  | 6  | 3  | 2  | 1  | 11 | 5  | +6  |
| Tottenham Hotspur | 10  | 6  | 3  | 1  | 2  | 9  | 4  | +5  |
| Shamrock Rovers   | 0   | 6  | 0  | 0  | 6  | 4  | 19 | -15 |

| Fecha            | Estadio         | Local             | Resultado | Visitante         |
| ---------------- | --------------- | ----------------- | --------- | ----------------- |
| 15 de septiembre | La Tumba        | PAOK Salónica     | 0:0       | Tottenham Hotspur |
| 15 de septiembre | Dublin Arena    | Shamrock Rovers   | 0:3       | Rubin Kazán       |
| 29 de septiembre | Estadio Central | Rubín Kazán       | 2:2       | PAOK Salónica     |
| 29 de septiembre | White Hart Lane | Tottenham Hotspur | 3:1       | Shamrock Rovers   |
| 20 de octubre    | White Hart Lane | Tottenham Hotspur | 1:0       | Rubín Kazán       |
| 20 de octubre    | La Tumba        | PAOK Salónica     | 2:1       | Shamrock Rovers   |
| 3 de noviembre   | Estadio Central | Rubín Kazán       | 1:0       | Tottenham Hotspur |
| 3 de noviembre   | Dublin Arena    | Shamrock Rovers   | 1:3       | PAOK Salónica     |
| 30 de noviembre  | Estadio Central | Rubín Kazán       | 4:1       | Shamrock Rovers   |
| 30 de noviembre  | White Hart Lane | Tottenham Hotspur | 1:2       | PAOK Salónica     |
| 15 de diciembre  | La Tumba        | PAOK Salónica     | 1:1       | Rubín Kazán       |
| 15 de diciembre  | Dublin Arena    | Shamrock Rovers   | 0:4       | Tottenham Hotspur |

### Grupo B
| Equipo          | Pts | PJ | PG | PE | PP | GF | GC | Dif |
| --------------- | --- | -- | -- | -- | -- | -- | -- | --- |
| Standard Lieja  | 14  | 6  | 4  | 2  | 0  | 9  | 1  | +8  |
| Hannover 96     | 11  | 6  | 3  | 2  | 1  | 9  | 7  | +2  |
| Copenhague      | 5   | 6  | 1  | 2  | 3  | 5  | 9  | -4  |
| Vorskla Poltava | 2   | 6  | 0  | 2  | 4  | 4  | 10 | -6  |

| Fecha            | Estadio          | Local           | Resultado | Visitante       |
| ---------------- | ---------------- | --------------- | --------- | --------------- |
| 15 de septiembre | AWD-Arena        | Hannover 96     | 0:0       | Standard Lieja  |
| 15 de septiembre | Parken Stadion   | Copenhague      | 1:0       | Vorskla Poltava |
| 29 de septiembre | Butovsky Vorskla | Vorskla Poltova | 1:2       | Hannover 96     |
| 29 de septiembre | Maurice Dufrasne | Standard Lieja  | 3:0       | Copenhague      |
| 20 de octubre    | Maurice Dufrasne | Standard Lieja  | 0:0       | Vorskla Poltova |
| 20 de octubre    | AWD-Arena        | Hannover 96     | 2:2       | Copenhague      |
| 3 de noviembre   | Butovsky Vorskla | Vorskla Poltova | 1:3       | Standard Lieja  |
| 3 de noviembre   | Parken Stadion   | Copenhague      | 1:2       | Hannover 96     |
| 30 de noviembre  | Maurice Dufrasne | Standard Lieja  | 2:0       | Hannover 96     |
| 30 de noviembre  | Butovsky Vorskla | Vorskla Poltova | 1:1       | Copenhague      |
| 15 de diciembre  | AWD-Arena        | Hannover 96     | 3:1       | Vorskla Poltova |
| 15 de diciembre  | Parken Stadion   | Copenhague      | 0:1       | Standard Lieja  |

### Grupo C
| Equipo          | Pts | PJ | PG | PE | PP | GF | GC | Dif |
| --------------- | --- | -- | -- | -- | -- | -- | -- | --- |
| PSV Eindhoven   | 16  | 6  | 5  | 1  | 0  | 13 | 5  | +8  |
| Legia Warszawa  | 9   | 6  | 3  | 0  | 3  | 7  | 9  | -2  |
| Hapoel Tel Aviv | 7   | 6  | 2  | 1  | 3  | 10 | 9  | +1  |
| Rapid Bucarest  | 3   | 6  | 1  | 0  | 5  | 5  | 12 | -7  |

| Fecha            | Estadio                     | Local           | Resultado | Visitante       |
| ---------------- | --------------------------- | --------------- | --------- | --------------- |
| 15 de septiembre | Estadio Bloomfield          | Hapoel Tel Aviv | 0:1       | Rapid Bucarest  |
| 15 de septiembre | PSV Stadion                 | PSV Eindhoven   | 1:0       | Legia Warszawa  |
| 29 de septiembre | Estadio del Ejército Polaco | Legia Warszawa  | 3:2       | Hapoel Tel Aviv |
| 29 de septiembre | Stadionul Naţional          | Rapid Bucarest  | 1:2       | PSV Eindhoven   |
| 20 de octubre    | Stadionul Naţional          | Rapid Bucarest  | 0:1       | Legia Warszawa  |
| 20 de octubre    | Estadio Bloomfield          | Hapoel Tel Aviv | 0:1       | PSV Eindhoven   |
| 3 de noviembre   | Estadio del Ejército Polaco | Legia Warszawa  | 1:0       | Rapid Bucarest  |
| 3 de noviembre   | PSV Stadion                 | PSV Eindhoven   | 3:3       | Hapoel Tel Aviv |
| 30 de noviembre  | Stadionul Naţional          | Rapid Bucarest  | 0:1       | Hapoel Tel Aviv |
| 30 de noviembre  | Estadio del Ejército Polaco | Legia Warszawa  | 0:3       | PSV Eindhoven   |
| 15 de diciembre  | Estadio Bloomfield          | Hapoel Tel Aviv | 2:0       | Legia Warszawa  |
| 15 de diciembre  | PSV Stadion                 | PSV Eindhoven   | 1:0       | Rapid Bucarest  |

### Grupo D
| Equipo             | Pts | PJ | PG | PE | PP | GF | GC | Dif |
| ------------------ | --- | -- | -- | -- | -- | -- | -- | --- |
| Sporting de Lisboa | 12  | 6  | 4  | 0  | 2  | 8  | 4  | +4  |
| Lazio              | 9   | 6  | 2  | 3  | 1  | 7  | 5  | +2  |
| Vaslui             | 6   | 6  | 1  | 3  | 2  | 5  | 8  | -3  |
| FC Zürich          | 5   | 6  | 1  | 2  | 3  | 5  | 8  | -3  |

| Fecha            | Estadio            | Local           | Resultado | Visitante       |
| ---------------- | ------------------ | --------------- | --------- | --------------- |
| 15 de septiembre | Letzigrund         | FC Zürich       | 0:2       | Sporting Lisboa |
| 15 de septiembre | Olímpico de Roma   | Lazio           | 0:0       | Vaslui          |
| 29 de septiembre | Stadionul Ceahlăul | Vaslui          | 2:2       | FC Zürich       |
| 29 de septiembre | José Alvalade      | Sporting Lisboa | 3:2       | Lazio           |
| 20 de octubre    | José Alvalade      | Sporting Lisboa | 2:0       | Vaslui          |
| 20 de octubre    | Letzigrund         | FC Zürich       | 0:0       | Lazio           |
| 3 de noviembre   | Stadionul Ceahlăul | Vaslui          | 1:0       | Sporting Lisboa |
| 3 de noviembre   | Olímpico de Roma   | Lazio           | 4:0       | FC Zürich       |
| 1 de diciembre   | José Alvalade      | Sporting Lisboa | 2:1       | FC Zürich       |
| 1 de diciembre   | Stadionul Ceahlăul | Vaslui          | 0:0       | Lazio           |
| 14 de diciembre  | Letzigrund         | FC Zürich       | 2:0       | Vaslui          |
| 14 de diciembre  | Olímpico de Roma   | Lazio           | 2:0       | Sporting Lisboa |

### Grupo E
| Equipo           | Pts | PJ | PG | PE | PP | GF | GC | Dif |
| ---------------- | --- | -- | -- | -- | -- | -- | -- | --- |
| Beşiktaş         | 12  | 6  | 4  | 0  | 2  | 13 | 7  | +6  |
| Stoke City       | 11  | 6  | 3  | 2  | 1  | 10 | 7  | +3  |
| Dinamo Kiev      | 7   | 6  | 1  | 4  | 1  | 7  | 7  | 0   |
| Maccabi Tel Aviv | 2   | 6  | 0  | 2  | 4  | 8  | 17 | -9  |

| Fecha            | Estadio            | Local            | Resultado | Visitante        |
| ---------------- | ------------------ | ---------------- | --------- | ---------------- |
| 15 de septiembre | Lobanovsky Dynamo  | Dinamo Kiev      | 1:1       | Stoke City       |
| 15 de septiembre | BJK İnönü          | Beşiktaş         | 5:1       | Maccabi Tel Aviv |
| 29 de septiembre | Bloomfield Stadium | Maccabi Tel Aviv | 1:1       | Dinamo Kiev      |
| 29 de septiembre | Britannia Stadium  | Stoke City       | 2:1       | Beşiktaş         |
| 20 de octubre    | Britannia Stadium  | Stoke City       | 3:0       | Maccabi Tel Aviv |
| 20 de octubre    | Lobanovsky Dynamo  | Dinamo Kiev      | 1:0       | Beşiktaş         |
| 3 de noviembre   | Bloomfield Stadium | Maccabi Tel Aviv | 1:2       | Stoke City       |
| 3 de noviembre   | BJK İnönü          | Beşiktaş         | 1:0       | Dinamo Kiev      |
| 1 de diciembre   | Britannia Stadium  | Stoke City       | 1:1       | Dinamo Kiev      |
| 1 de diciembre   | Bloomfield Stadium | Maccabi Tel Aviv | 2:3       | Beşiktaş         |
| 14 de diciembre  | Lobanovsky Dynamo  | Dinamo Kiev      | 3:3       | Maccabi Tel Aviv |
| 14 de diciembre  | BJK İnönü          | Beşiktaş         | 3:1       | Stoke City       |

### Grupo F
| Equipo               | Pts | PJ | PG | PE | PP | GF | GC | Dif |
| -------------------- | --- | -- | -- | -- | -- | -- | -- | --- |
| Athletic Club        | 13  | 6  | 4  | 1  | 1  | 11 | 8  | +3  |
| Red Bull Salzburgo   | 10  | 6  | 3  | 1  | 2  | 11 | 8  | +3  |
| París Saint-Germain  | 10  | 6  | 3  | 1  | 2  | 8  | 7  | +1  |
| ŠK Slovan Bratislava | 1   | 6  | 0  | 1  | 5  | 4  | 11 | -7  |

| Fecha            | Estadio                 | Local               | Resultado | Visitante           |
| ---------------- | ----------------------- | ------------------- | --------- | ------------------- |
| 15 de septiembre | Estadio Pasienky        | Slovan Bratislava   | 1:2       | Athletic Club       |
| 15 de septiembre | Parque de los Príncipes | París Saint-Germain | 3:1       | Red Bull Salzburgo  |
| 29 de septiembre | Stadion Salzburg        | Red Bull Salzburgo  | 3:0       | Slovan Bratislava   |
| 29 de septiembre | San Mamés               | Athletic Club       | 2:0       | París Saint-Germain |
| 20 de octubre    | San Mamés               | Athletic Club       | 2:2       | Red Bull Salzburgo  |
| 20 de octubre    | Estadio Pasienky        | Slovan Bratislava   | 0:0       | París Saint-Germain |
| 3 de noviembre   | Stadion Salzburg        | Red Bull Salzburgo  | 0:1       | Athletic Club       |
| 3 de noviembre   | Parque de los Príncipes | París Saint-Germain | 1:0       | Slovan Bratislava   |
| 1 de diciembre   | San Mamés               | Athletic Club       | 2:1       | Slovan Bratislava   |
| 1 de diciembre   | Stadion Salzburg        | Red Bull Salzburgo  | 2:0       | París Saint-Germain |
| 14 de diciembre  | Estadio Pasienky        | Slovan Bratislava   | 2:3       | Red Bull Salzburgo  |
| 14 de diciembre  | Parque de los Príncipes | París Saint-Germain | 4:2       | Athletic Club       |

### Grupo G
| Equipo           | Pts | PJ | PG | PE | PP | GF | GC | Dif |
| ---------------- | --- | -- | -- | -- | -- | -- | -- | --- |
| Metalist Kharkiv | 14  | 6  | 4  | 2  | 0  | 15 | 6  | +9  |
| AZ Alkmaar       | 8   | 6  | 1  | 5  | 0  | 10 | 7  | +3  |
| Austria Viena    | 8   | 6  | 2  | 2  | 2  | 10 | 11 | -1  |
| Malmö FF         | 1   | 6  | 0  | 1  | 5  | 4  | 15 | -11 |

| Fecha            | Estadio            | Local           | Resultado | Visitante       |
| ---------------- | ------------------ | --------------- | --------- | --------------- |
| 15 de septiembre | AZ Stadion         | AZ Alkmaar      | 4:1       | Malmö FF        |
| 15 de septiembre | Franz Horr Stadium | Austria Viena   | 1:2       | Metalist Járkov |
| 29 de septiembre | Estadio Metalist   | Metalist Járkov | 1:1       | AZ Alkmaar      |
| 29 de septiembre | Malmö New Stadium  | Malmö FF        | 1:2       | Austria Viena   |
| 20 de octubre    | Malmö New Stadium  | Malmö FF        | 1:4       | Metalist Járkov |
| 20 de octubre    | AZ Stadion         | AZ Alkmaar      | 2:2       | Austria Viena   |
| 3 de noviembre   | Estadio Metalist   | Metalist Járkov | 3:1       | Malmö FF        |
| 3 de noviembre   | Franz Horr Stadium | Austria Viena   | 2:2       | AZ Alkmaar      |
| 30 de noviembre  | Malmö New Stadium  | Malmö FF        | 0:0       | AZ Alkmaar      |
| 30 de noviembre  | Estadio Metalist   | Metalist Járkov | 4:1       | Austria Viena   |
| 15 de diciembre  | AZ Stadion         | AZ Alkmaar      | 1:1       | Metalist Járkov |
| 15 de diciembre  | Franz Horr Stadium | Austria Viena   | 2:0       | Malmö FF        |

### Grupo H
| Equipo          | Pts | PJ | PG | PE | PP | GF | GC | Dif |
| --------------- | --- | -- | -- | -- | -- | -- | -- | --- |
| Sporting Braga  | 11  | 6  | 3  | 2  | 1  | 12 | 6  | +6  |
| Club Brujas     | 11  | 6  | 3  | 2  | 1  | 12 | 9  | +3  |
| Birmingham City | 10  | 6  | 3  | 1  | 2  | 8  | 8  | 0   |
| Maribor         | 1   | 6  | 0  | 1  | 5  | 6  | 15 | -9  |

| Fecha            | Estadio             | Local           | Resultado | Visitante       |
| ---------------- | ------------------- | --------------- | --------- | --------------- |
| 15 de septiembre | Jan Breydel         | Club Brujas     | 2:0       | Maribor         |
| 15 de septiembre | St Andrew's Stadium | Birmingham City | 1:3       | Sporting Braga  |
| 29 de septiembre | Municipal de Braga  | Sporting Braga  | 1:2       | Club Brujas     |
| 29 de septiembre | Ljudski vrt         | Maribor         | 1:2       | Birmingham City |
| 20 de octubre    | Ljudski vrt         | Maribor         | 1:1       | Sporting Braga  |
| 20 de octubre    | Jan Breydel         | Club Brujas     | 1:2       | Birmingham City |
| 3 de noviembre   | Municipal de Braga  | Sporting Braga  | 5:1       | Maribor         |
| 3 de noviembre   | St Andrew's Stadium | Birmingham City | 2:2       | Club Brujas     |
| 30 de noviembre  | Ljudski vrt         | Maribor         | 3:4       | Club Brujas     |
| 30 de noviembre  | Municipal de Braga  | Sporting Braga  | 1:0       | Birmingham City |
| 15 de diciembre  | Jan Breydel         | Club Brujas     | 1:1       | Sporting Braga  |
| 15 de diciembre  | St Andrew's Stadium | Birmingham City | 1:0       | Maribor         |

### Grupo I
| Equipo             | Pts | PJ | PG | PE | PP | GF | GC | Dif |
| ------------------ | --- | -- | -- | -- | -- | -- | -- | --- |
| Atlético de Madrid | 13  | 6  | 4  | 1  | 1  | 11 | 4  | +7  |
| Udinese            | 9   | 6  | 2  | 3  | 1  | 6  | 7  | -1  |
| Celtic             | 6   | 6  | 1  | 3  | 2  | 6  | 7  | -1  |
| Stade Rennais      | 3   | 6  | 0  | 3  | 3  | 5  | 10 | -5  |

| Fecha            | Estadio          | Local              | Resultado | Visitante          |
| ---------------- | ---------------- | ------------------ | --------- | ------------------ |
| 15 de septiembre | Estadio Friuli   | Udinese            | 2:1       | Stade Rennais      |
| 15 de septiembre | Vicente Calderón | Atlético de Madrid | 2:0       | Celtic             |
| 29 de septiembre | Celtic Park      | Celtic             | 1:1       | Udinese            |
| 29 de septiembre | Route de Lorient | Stade Rennais      | 1:1       | Atlético de Madrid |
| 20 de octubre    | Route de Lorient | Stade Rennais      | 1:1       | Celtic             |
| 20 de octubre    | Estadio Friuli   | Udinese            | 2:0       | Atlético de Madrid |
| 3 de noviembre   | Celtic Park      | Celtic             | 3:1       | Stade Rennais      |
| 3 de noviembre   | Vicente Calderón | Atlético de Madrid | 4:0       | Udinese            |
| 30 de noviembre  | Route de Lorient | Stade Rennais      | 0:0       | Udinese            |
| 30 de noviembre  | Celtic Park      | Celtic             | 0:1       | Atlético de Madrid |
| 15 de diciembre  | Estadio Friuli   | Udinese            | 1:1       | Celtic             |
| 15 de diciembre  | Vicente Calderón | Atlético de Madrid | 3:1       | Stade Rennais      |

### Grupo J
| Equipo          | Pts | PJ | PG | PE | PP | GF | GC | Dif |
| --------------- | --- | -- | -- | -- | -- | -- | -- | --- |
| Schalke 04      | 14  | 6  | 4  | 2  | 0  | 13 | 2  | +11 |
| Steaua Bucarest | 8   | 6  | 2  | 2  | 2  | 9  | 11 | -2  |
| Maccabi Haifa   | 6   | 6  | 2  | 0  | 4  | 10 | 12 | -2  |
| AEK Larnaca     | 5   | 6  | 1  | 2  | 3  | 4  | 11 | -7  |

| Fecha            | Estadio                  | Local           | Resultado | Visitante       |
| ---------------- | ------------------------ | --------------- | --------- | --------------- |
| 15 de septiembre | Kiryat Eliezer Stadium   | Maccabi Haifa   | 1:0       | AEK Larnaca     |
| 15 de septiembre | Dr. Constantin Rădulescu | Steaua Bucarest | 0:0       | Schalke 04      |
| 29 de septiembre | Arena AufSchalke         | Schalke 04      | 3:1       | Maccabi Haifa   |
| 29 de septiembre | Estadio GSP              | AEK Larnaca     | 1:1       | Steaua Bucarest |
| 20 de octubre    | Estadio GSP              | AEK Larnaca     | 0:5       | Schalke 04      |
| 20 de octubre    | Kiryat Eliezer Stadium   | Maccabi Haifa   | 5:0       | Steaua Bucarest |
| 3 de noviembre   | Arena AufSchalke         | Schalke 04      | 0:0       | AEK Larnaca     |
| 3 de noviembre   | Stadionul Naţional       | Steaua Bucarest | 4:2       | Maccabi Haifa   |
| 1 de diciembre   | Estadio GSP              | AEK Larnaca     | 2:1       | Maccabi Haifa   |
| 1 de diciembre   | Arena AufSchalke         | Schalke 04      | 2:1       | Steaua Bucarest |
| 14 de diciembre  | Kiryat Eliezer Stadium   | Maccabi Haifa   | 0:3       | Schalke 04      |
| 14 de diciembre  | Stadionul Naţional       | Steaua Bucarest | 3:1       | AEK Larnaca     |

### Grupo K
| Equipo         | Pts | PJ | PG | PE | PP | GF | GC | Dif |
| -------------- | --- | -- | -- | -- | -- | -- | -- | --- |
| Twente         | 13  | 6  | 4  | 1  | 1  | 14 | 7  | +7  |
| Wisła Cracovia | 9   | 6  | 3  | 0  | 3  | 8  | 13 | -5  |
| Fulham         | 8   | 6  | 2  | 2  | 2  | 9  | 6  | +3  |
| Odense BK      | 4   | 6  | 1  | 1  | 4  | 9  | 14 | -5  |

| Fecha            | Estadio          | Local          | Resultado | Visitante      |
| ---------------- | ---------------- | -------------- | --------- | -------------- |
| 15 de septiembre | Henryk Reyman    | Wisła Cracovia | 1:3       | Odense BK      |
| 15 de septiembre | Craven Cottage   | Fulham         | 1:1       | FC Twente      |
| 29 de septiembre | De Grolsch Veste | FC Twente      | 4:1       | Wisła Cracovia |
| 29 de septiembre | Odense Stadion   | Odense BK      | 0:2       | Fulham         |
| 20 de octubre    | Odense Stadion   | Odense BK      | 1:4       | FC Twente      |
| 20 de octubre    | Henryk Reyman    | Wisła Cracovia | 1:0       | Fulham         |
| 3 de noviembre   | De Grolsch Veste | FC Twente      | 3:2       | Odense BK      |
| 3 de noviembre   | Craven Cottage   | Fulham         | 4:1       | Wisła Cracovia |
| 1 de diciembre   | Odense Stadion   | Odense BK      | 1:2       | Wisła Cracovia |
| 1 de diciembre   | De Grolsch Veste | FC Twente      | 1:0       | Fulham         |
| 14 de diciembre  | Henryk Reyman    | Wisła Cracovia | 2:1       | FC Twente      |
| 14 de diciembre  | Craven Cottage   | Fulham         | 2:2       | Odense BK      |

### Grupo L
| Equipo          | Pts | PJ | PG | PE | PP | GF | GC | Dif |
| --------------- | --- | -- | -- | -- | -- | -- | -- | --- |
| Anderlecht      | 18  | 6  | 6  | 0  | 0  | 18 | 3  | +15 |
| Lokomotiv Moscú | 12  | 6  | 4  | 0  | 2  | 14 | 11 | +3  |
| AEK Atenas      | 3   | 6  | 1  | 0  | 5  | 6  | 15 | -9  |
| Sturm Graz      | 3   | 6  | 1  | 0  | 5  | 5  | 14 | -9  |

| Fecha            | Estadio               | Local           | Resultado | Visitante       |
| ---------------- | --------------------- | --------------- | --------- | --------------- |
| 15 de septiembre | Stadion Graz-Liebenau | Sturm Graz      | 1:2       | Lokomotiv Moscú |
| 15 de septiembre | Constant Vanden Stock | Anderlecht      | 4:0       | AEK Atenas      |
| 29 de septiembre | Estadio Lokomotiv     | Lokomotiv Moscú | 0:2       | Anderlecht      |
| 29 de septiembre | Olímpico de Atenas    | AEK Atenas      | 1:2       | Sturm Graz      |
| 20 de octubre    | Estadio Lokomotiv     | Lokomotiv Moscú | 3:1       | AEK Atenas      |
| 20 de octubre    | Stadion Graz-Liebenau | Sturm Graz      | 0:2       | Anderlecht      |
| 3 de noviembre   | Olímpico de Atenas    | AEK Atenas      | 1:3       | Lokomotiv Moscú |
| 3 de noviembre   | Constant Vanden Stock | Anderlecht      | 3:0       | Sturm Graz      |
| 1 de diciembre   | Estadio Lokomotiv     | Lokomotiv Moscú | 3:1       | Sturm Graz      |
| 1 de diciembre   | Olímpico de Atenas    | AEK Atenas      | 0:2       | Anderlecht      |
| 14 de diciembre  | Stadion Graz-Liebenau | Sturm Graz      | 1:3       | AEK Atenas      |
| 14 de diciembre  | Constant Vanden Stock | Anderlecht      | 5:3       | Lokomotiv Moscú |

## Dieciseisavos de final
El sorteo para los diaciseisavos y los octavos de final de la UEFA Europa League 2011—12 se celebró el viernes 16 de diciembre de 2011 a las 13:00 h (CET) en la sede de la UEFA en Nyon, Suiza. Los partidos de ida tuvieron lugar los días 14 y 16 de febrero de 2012. Los partidos de vuelta los días 22 y 23 de febrero de 2012.
| Equipo local ida   | Resultado | Equipo visitante ida | Ida | Vuelta |
| ------------------ | --------- | -------------------- | --- | ------ |
| AZ Alkmaar         | 2:0       | Anderlecht           | 1:0 | 1:0    |
| Udinese            | 3:0       | PAOK Salónica        | 0:0 | 3:0    |
| Stoke City         | 0:2       | Valencia             | 0:1 | 0:1    |
| Trabzonspor        | 2:6       | PSV Eindhoven        | 1:2 | 1:4    |
| Lazio              | 1:4       | Atlético de Madrid   | 1:3 | 0:1    |
| Sporting Braga     | 1:2       | Beşiktaş             | 0:2 | 1:0    |
| Wisla Cracovia     | 1:1 (v.)  | Standard Lieja       | 1:1 | 0:0    |
| Hannover 96        | 3:1       | Brujas               | 2:1 | 1:0    |
| Legia Warszawa     | 2:3       | Sporting de Lisboa   | 2:2 | 0:1    |
| Porto              | 1:6       | Manchester City      | 1:2 | 0:4    |
| Red Bull Salzburgo | 1:8       | Metalist Kharkiv     | 0:4 | 1:4    |
| Rubin Kazán        | 0:2       | Olympiacos           | 0:1 | 0:1    |
| Steaua Bucarest    | 0:2       | Twente               | 0:1 | 0:1    |
| Viktoria Plzen     | 2:4       | Schalke 04           | 1:1 | 1:3    |
| Ajax               | 2:3       | Manchester United    | 0:2 | 2:1    |
| Lokomotiv Moscú    | 2:2 (v.)  | Athletic de Bilbao   | 2:1 | 0:1    |

## Fase final
|  | Dieciseisavos de final                                               | Dieciseisavos de final                                               | Dieciseisavos de final                                               | Dieciseisavos de final                                               |   |                         | Octavos de final                                      | Octavos de final                                      | Octavos de final                                      | Octavos de final                                      |  |                    | Cuartos de final                                      | Cuartos de final                                      | Cuartos de final                                      | Cuartos de final                                      |  |                    | Semifinales                                            | Semifinales                                            | Semifinales                                            | Semifinales                                            |  |                    | Final                                       | Final                                       |  |
|  | 14 y 16 de febrero de 2012 (ida) 22 y 23 de febrero de 2012 (vuelta) | 14 y 16 de febrero de 2012 (ida) 22 y 23 de febrero de 2012 (vuelta) | 14 y 16 de febrero de 2012 (ida) 22 y 23 de febrero de 2012 (vuelta) | 14 y 16 de febrero de 2012 (ida) 22 y 23 de febrero de 2012 (vuelta) |   |                         | 8 de marzo de 2012 (ida) 15 de marzo de 2012 (vuelta) | 8 de marzo de 2012 (ida) 15 de marzo de 2012 (vuelta) | 8 de marzo de 2012 (ida) 15 de marzo de 2012 (vuelta) | 8 de marzo de 2012 (ida) 15 de marzo de 2012 (vuelta) |  |                    | 29 de marzo de 2012 (ida) 5 de abril de 2012 (vuelta) | 29 de marzo de 2012 (ida) 5 de abril de 2012 (vuelta) | 29 de marzo de 2012 (ida) 5 de abril de 2012 (vuelta) | 29 de marzo de 2012 (ida) 5 de abril de 2012 (vuelta) |  |                    | 19 de abril de 2012 (ida) 26 de abril de 2012 (vuelta) | 19 de abril de 2012 (ida) 26 de abril de 2012 (vuelta) | 19 de abril de 2012 (ida) 26 de abril de 2012 (vuelta) | 19 de abril de 2012 (ida) 26 de abril de 2012 (vuelta) |  |                    | 9 de mayo de 2012 Arena Națională, Bucarest | 9 de mayo de 2012 Arena Națională, Bucarest |  |
|  |                                                                      |                                                                      |                                                                      |                                                                      |   |                         |                                                       |                                                       |                                                       |                                                       |  |                    |                                                       |                                                       |                                                       |                                                       |  |                    |                                                        |                                                        |                                                        |                                                        |  |                    |                                             |                                             |  |
|  |                                                                      |                                                                      |                                                                      |                                                                      |   |                         |                                                       |                                                       |                                                       |                                                       |  |                    |                                                       |                                                       |                                                       |                                                       |  |                    |                                                        |                                                        |                                                        |                                                        |  |                    |                                             |                                             |  |
|  | Lazio                                                                | 1                                                                    | 0                                                                    | 1                                                                    |   |                         |                                                       |                                                       |                                                       |                                                       |  |                    |                                                       |                                                       |                                                       |                                                       |  |                    |                                                        |                                                        |                                                        |                                                        |  |                    |                                             |                                             |  |
|  | Lazio                                                                | 1                                                                    | 0                                                                    | 1                                                                    |   |                         |                                                       |                                                       |                                                       |                                                       |  |                    |                                                       |                                                       |                                                       |                                                       |  |                    |                                                        |                                                        |                                                        |                                                        |  |                    |                                             |                                             |  |
|  | Atlético de Madrid                                                   | 3                                                                    | 1                                                                    | 4                                                                    |   |                         |                                                       |                                                       |                                                       |                                                       |  |                    |                                                       |                                                       |                                                       |                                                       |  |                    |                                                        |                                                        |                                                        |                                                        |  |                    |                                             |                                             |  |
|  | Atlético de Madrid                                                   | 3                                                                    | 1                                                                    | 4                                                                    |   | Atlético de Madrid      | 3                                                     | 3                                                     | 6                                                     |                                                       |  |                    |                                                       |                                                       |                                                       |                                                       |  |                    |                                                        |                                                        |                                                        |                                                        |  |                    |                                             |                                             |  |
|  |                                                                      |                                                                      |                                                                      |                                                                      |   | Atlético de Madrid      | 3                                                     | 3                                                     | 6                                                     |                                                       |  |                    |                                                       |                                                       |                                                       |                                                       |  |                    |                                                        |                                                        |                                                        |                                                        |  |                    |                                             |                                             |  |
|  |                                                                      |                                                                      | Beşiktaş                                                             | 1                                                                    | 0 | 1                       |                                                       |                                                       |                                                       |                                                       |  |                    |                                                       |                                                       |                                                       |                                                       |  |                    |                                                        |                                                        |                                                        |                                                        |  |                    |                                             |                                             |  |
|  | Sporing de Braga                                                     | 0                                                                    | Beşiktaş                                                             | 1                                                                    | 0 | 1                       | 1                                                     | 1                                                     |                                                       |                                                       |  |                    |                                                       |                                                       |                                                       |                                                       |  |                    |                                                        |                                                        |                                                        |                                                        |  |                    |                                             |                                             |  |
|  | Sporing de Braga                                                     | 0                                                                    |                                                                      |                                                                      |   |                         |                                                       |                                                       |                                                       |                                                       |  |                    |                                                       |                                                       |                                                       |                                                       |  |                    |                                                        |                                                        |                                                        |                                                        |  |                    |                                             |                                             |  |
|  | Beşiktaş                                                             | 2                                                                    | 0                                                                    | 2                                                                    |   |                         |                                                       |                                                       |                                                       |                                                       |  |                    |                                                       |                                                       |                                                       |                                                       |  |                    |                                                        |                                                        |                                                        |                                                        |  |                    |                                             |                                             |  |
|  | Beşiktaş                                                             | 2                                                                    | 0                                                                    | 2                                                                    |   |                         |                                                       |                                                       |                                                       |                                                       |  | Atlético de Madrid | 2                                                     | 2                                                     | 4                                                     |                                                       |  |                    |                                                        |                                                        |                                                        |                                                        |  |                    |                                             |                                             |  |
|  |                                                                      |                                                                      |                                                                      |                                                                      |   |                         |                                                       |                                                       |                                                       |                                                       |  | Atlético de Madrid | 2                                                     | 2                                                     | 4                                                     |                                                       |  |                    |                                                        |                                                        |                                                        |                                                        |  |                    |                                             |                                             |  |
|  |                                                                      |                                                                      | Hannover 96                                                          | 1                                                                    | 1 | 2                       |                                                       |                                                       |                                                       |                                                       |  |                    |                                                       |                                                       |                                                       |                                                       |  |                    |                                                        |                                                        |                                                        |                                                        |  |                    |                                             |                                             |  |
|  | Wisła Cracovia                                                       | 1                                                                    | Hannover 96                                                          | 1                                                                    | 1 | 2                       | 0                                                     | 1                                                     |                                                       |                                                       |  |                    |                                                       |                                                       |                                                       |                                                       |  |                    |                                                        |                                                        |                                                        |                                                        |  |                    |                                             |                                             |  |
|  | Wisła Cracovia                                                       | 1                                                                    |                                                                      |                                                                      |   |                         |                                                       |                                                       |                                                       |                                                       |  |                    |                                                       |                                                       |                                                       |                                                       |  |                    |                                                        |                                                        |                                                        |                                                        |  |                    |                                             |                                             |  |
|  | Standard de Lieja (v.)                                               | 1                                                                    | 0                                                                    | 1                                                                    |   |                         |                                                       |                                                       |                                                       |                                                       |  |                    |                                                       |                                                       |                                                       |                                                       |  |                    |                                                        |                                                        |                                                        |                                                        |  |                    |                                             |                                             |  |
|  | Standard de Lieja (v.)                                               | 1                                                                    | 0                                                                    | 1                                                                    |   | Standard de Lieja       | 2                                                     | 0                                                     | 2                                                     |                                                       |  |                    |                                                       |                                                       |                                                       |                                                       |  |                    |                                                        |                                                        |                                                        |                                                        |  |                    |                                             |                                             |  |
|  |                                                                      |                                                                      |                                                                      |                                                                      |   | Standard de Lieja       | 2                                                     | 0                                                     | 2                                                     |                                                       |  |                    |                                                       |                                                       |                                                       |                                                       |  |                    |                                                        |                                                        |                                                        |                                                        |  |                    |                                             |                                             |  |
|  |                                                                      |                                                                      | Hannover 96                                                          | 2                                                                    | 4 | 6                       |                                                       |                                                       |                                                       |                                                       |  |                    |                                                       |                                                       |                                                       |                                                       |  |                    |                                                        |                                                        |                                                        |                                                        |  |                    |                                             |                                             |  |
|  | Hannover 96                                                          | 2                                                                    | Hannover 96                                                          | 2                                                                    | 4 | 6                       | 1                                                     | 3                                                     |                                                       |                                                       |  |                    |                                                       |                                                       |                                                       |                                                       |  |                    |                                                        |                                                        |                                                        |                                                        |  |                    |                                             |                                             |  |
|  | Hannover 96                                                          | 2                                                                    |                                                                      |                                                                      |   |                         |                                                       |                                                       |                                                       |                                                       |  |                    |                                                       |                                                       |                                                       |                                                       |  |                    |                                                        |                                                        |                                                        |                                                        |  |                    |                                             |                                             |  |
|  | Brujas                                                               | 1                                                                    | 0                                                                    | 1                                                                    |   |                         |                                                       |                                                       |                                                       |                                                       |  |                    |                                                       |                                                       |                                                       |                                                       |  |                    |                                                        |                                                        |                                                        |                                                        |  |                    |                                             |                                             |  |
|  | Brujas                                                               | 1                                                                    | 0                                                                    | 1                                                                    |   |                         |                                                       |                                                       |                                                       |                                                       |  |                    |                                                       |                                                       |                                                       |                                                       |  | Atlético de Madrid | 4                                                      | 1                                                      | 5                                                      |                                                        |  |                    |                                             |                                             |  |
|  |                                                                      |                                                                      |                                                                      |                                                                      |   |                         |                                                       |                                                       |                                                       |                                                       |  |                    |                                                       |                                                       |                                                       |                                                       |  | Atlético de Madrid | 4                                                      | 1                                                      | 5                                                      |                                                        |  |                    |                                             |                                             |  |
|  |                                                                      |                                                                      | Valencia                                                             | 2                                                                    | 0 | 2                       |                                                       |                                                       |                                                       |                                                       |  |                    |                                                       |                                                       |                                                       |                                                       |  |                    |                                                        |                                                        |                                                        |                                                        |  |                    |                                             |                                             |  |
|  | AZ Alkmaar                                                           | 1                                                                    | Valencia                                                             | 2                                                                    | 0 | 2                       | 1                                                     | 2                                                     |                                                       |                                                       |  |                    |                                                       |                                                       |                                                       |                                                       |  |                    |                                                        |                                                        |                                                        |                                                        |  |                    |                                             |                                             |  |
|  | AZ Alkmaar                                                           | 1                                                                    |                                                                      |                                                                      |   |                         |                                                       |                                                       |                                                       |                                                       |  |                    |                                                       |                                                       |                                                       |                                                       |  |                    |                                                        |                                                        |                                                        |                                                        |  |                    |                                             |                                             |  |
|  | Anderlecht                                                           | 0                                                                    | 0                                                                    | 0                                                                    |   |                         |                                                       |                                                       |                                                       |                                                       |  |                    |                                                       |                                                       |                                                       |                                                       |  |                    |                                                        |                                                        |                                                        |                                                        |  |                    |                                             |                                             |  |
|  | Anderlecht                                                           | 0                                                                    | 0                                                                    | 0                                                                    |   | AZ Alkmaar              | 2                                                     | 1                                                     | 3                                                     |                                                       |  |                    |                                                       |                                                       |                                                       |                                                       |  |                    |                                                        |                                                        |                                                        |                                                        |  |                    |                                             |                                             |  |
|  |                                                                      |                                                                      |                                                                      |                                                                      |   | AZ Alkmaar              | 2                                                     | 1                                                     | 3                                                     |                                                       |  |                    |                                                       |                                                       |                                                       |                                                       |  |                    |                                                        |                                                        |                                                        |                                                        |  |                    |                                             |                                             |  |
|  |                                                                      |                                                                      | Udinese                                                              | 0                                                                    | 2 | 2                       |                                                       |                                                       |                                                       |                                                       |  |                    |                                                       |                                                       |                                                       |                                                       |  |                    |                                                        |                                                        |                                                        |                                                        |  |                    |                                             |                                             |  |
|  | Udinese                                                              | 0                                                                    | Udinese                                                              | 0                                                                    | 2 | 2                       | 3                                                     | 3                                                     |                                                       |                                                       |  |                    |                                                       |                                                       |                                                       |                                                       |  |                    |                                                        |                                                        |                                                        |                                                        |  |                    |                                             |                                             |  |
|  | Udinese                                                              | 0                                                                    |                                                                      |                                                                      |   |                         |                                                       |                                                       |                                                       |                                                       |  |                    |                                                       |                                                       |                                                       |                                                       |  |                    |                                                        |                                                        |                                                        |                                                        |  |                    |                                             |                                             |  |
|  | PAOK Salónica                                                        | 0                                                                    | 0                                                                    | 0                                                                    |   |                         |                                                       |                                                       |                                                       |                                                       |  |                    |                                                       |                                                       |                                                       |                                                       |  |                    |                                                        |                                                        |                                                        |                                                        |  |                    |                                             |                                             |  |
|  | PAOK Salónica                                                        | 0                                                                    | 0                                                                    | 0                                                                    |   |                         |                                                       |                                                       |                                                       |                                                       |  | AZ Alkmaar         | 2                                                     | 0                                                     | 2                                                     |                                                       |  |                    |                                                        |                                                        |                                                        |                                                        |  |                    |                                             |                                             |  |
|  |                                                                      |                                                                      |                                                                      |                                                                      |   |                         |                                                       |                                                       |                                                       |                                                       |  | AZ Alkmaar         | 2                                                     | 0                                                     | 2                                                     |                                                       |  |                    |                                                        |                                                        |                                                        |                                                        |  |                    |                                             |                                             |  |
|  |                                                                      |                                                                      | Valencia                                                             | 1                                                                    | 4 | 5                       |                                                       |                                                       |                                                       |                                                       |  |                    |                                                       |                                                       |                                                       |                                                       |  |                    |                                                        |                                                        |                                                        |                                                        |  |                    |                                             |                                             |  |
|  | Stoke City                                                           | 0                                                                    | Valencia                                                             | 1                                                                    | 4 | 5                       | 0                                                     | 0                                                     |                                                       |                                                       |  |                    |                                                       |                                                       |                                                       |                                                       |  |                    |                                                        |                                                        |                                                        |                                                        |  |                    |                                             |                                             |  |
|  | Stoke City                                                           | 0                                                                    |                                                                      |                                                                      |   |                         |                                                       |                                                       |                                                       |                                                       |  |                    |                                                       |                                                       |                                                       |                                                       |  |                    |                                                        |                                                        |                                                        |                                                        |  |                    |                                             |                                             |  |
|  | Valencia                                                             | 1                                                                    | 1                                                                    | 2                                                                    |   |                         |                                                       |                                                       |                                                       |                                                       |  |                    |                                                       |                                                       |                                                       |                                                       |  |                    |                                                        |                                                        |                                                        |                                                        |  |                    |                                             |                                             |  |
|  | Valencia                                                             | 1                                                                    | 1                                                                    | 2                                                                    |   | Valencia                | 4                                                     | 1                                                     | 5                                                     |                                                       |  |                    |                                                       |                                                       |                                                       |                                                       |  |                    |                                                        |                                                        |                                                        |                                                        |  |                    |                                             |                                             |  |
|  |                                                                      |                                                                      |                                                                      |                                                                      |   | Valencia                | 4                                                     | 1                                                     | 5                                                     |                                                       |  |                    |                                                       |                                                       |                                                       |                                                       |  |                    |                                                        |                                                        |                                                        |                                                        |  |                    |                                             |                                             |  |
|  |                                                                      |                                                                      | PSV Eindhoven                                                        | 2                                                                    | 1 | 3                       |                                                       |                                                       |                                                       |                                                       |  |                    |                                                       |                                                       |                                                       |                                                       |  |                    |                                                        |                                                        |                                                        |                                                        |  |                    |                                             |                                             |  |
|  | Trabzonspor                                                          | 1                                                                    | PSV Eindhoven                                                        | 2                                                                    | 1 | 3                       | 1                                                     | 2                                                     |                                                       |                                                       |  |                    |                                                       |                                                       |                                                       |                                                       |  |                    |                                                        |                                                        |                                                        |                                                        |  |                    |                                             |                                             |  |
|  | Trabzonspor                                                          | 1                                                                    |                                                                      |                                                                      |   |                         |                                                       |                                                       |                                                       |                                                       |  |                    |                                                       |                                                       |                                                       |                                                       |  |                    |                                                        |                                                        |                                                        |                                                        |  |                    |                                             |                                             |  |
|  | PSV Eindhoven                                                        | 2                                                                    | 4                                                                    | 6                                                                    |   |                         |                                                       |                                                       |                                                       |                                                       |  |                    |                                                       |                                                       |                                                       |                                                       |  |                    |                                                        |                                                        |                                                        |                                                        |  |                    |                                             |                                             |  |
|  | PSV Eindhoven                                                        | 2                                                                    | 4                                                                    | 6                                                                    |   |                         |                                                       |                                                       |                                                       |                                                       |  |                    |                                                       |                                                       |                                                       |                                                       |  |                    |                                                        |                                                        |                                                        |                                                        |  | Atlético de Madrid | 3                                           |                                             |  |
|  |                                                                      |                                                                      |                                                                      |                                                                      |   |                         |                                                       |                                                       |                                                       |                                                       |  |                    |                                                       |                                                       |                                                       |                                                       |  |                    |                                                        |                                                        |                                                        |                                                        |  | Atlético de Madrid | 3                                           |                                             |  |
|  |                                                                      |                                                                      | Athletic Club                                                        | 0                                                                    |   |                         |                                                       |                                                       |                                                       |                                                       |  |                    |                                                       |                                                       |                                                       |                                                       |  |                    |                                                        |                                                        |                                                        |                                                        |  |                    |                                             |                                             |  |
|  | Legia Varsovia                                                       | 2                                                                    | Athletic Club                                                        | 0                                                                    | 0 | 2                       |                                                       |                                                       |                                                       |                                                       |  |                    |                                                       |                                                       |                                                       |                                                       |  |                    |                                                        |                                                        |                                                        |                                                        |  |                    |                                             |                                             |  |
|  | Legia Varsovia                                                       | 2                                                                    |                                                                      |                                                                      |   |                         |                                                       |                                                       |                                                       |                                                       |  |                    |                                                       |                                                       |                                                       |                                                       |  |                    |                                                        |                                                        |                                                        |                                                        |  |                    |                                             |                                             |  |
|  | Sporting de Lisboa                                                   | 2                                                                    | 1                                                                    | 3                                                                    |   |                         |                                                       |                                                       |                                                       |                                                       |  |                    |                                                       |                                                       |                                                       |                                                       |  |                    |                                                        |                                                        |                                                        |                                                        |  |                    |                                             |                                             |  |
|  | Sporting de Lisboa                                                   | 2                                                                    | 1                                                                    | 3                                                                    |   | Sporting de Lisboa (v.) | 1                                                     | 2                                                     | 3                                                     |                                                       |  |                    |                                                       |                                                       |                                                       |                                                       |  |                    |                                                        |                                                        |                                                        |                                                        |  |                    |                                             |                                             |  |
|  |                                                                      |                                                                      |                                                                      |                                                                      |   | Sporting de Lisboa (v.) | 1                                                     | 2                                                     | 3                                                     |                                                       |  |                    |                                                       |                                                       |                                                       |                                                       |  |                    |                                                        |                                                        |                                                        |                                                        |  |                    |                                             |                                             |  |
|  |                                                                      |                                                                      | Manchester City                                                      | 0                                                                    | 3 | 3                       |                                                       |                                                       |                                                       |                                                       |  |                    |                                                       |                                                       |                                                       |                                                       |  |                    |                                                        |                                                        |                                                        |                                                        |  |                    |                                             |                                             |  |
|  | Porto                                                                | 1                                                                    | Manchester City                                                      | 0                                                                    | 3 | 3                       | 0                                                     | 1                                                     |                                                       |                                                       |  |                    |                                                       |                                                       |                                                       |                                                       |  |                    |                                                        |                                                        |                                                        |                                                        |  |                    |                                             |                                             |  |
|  | Porto                                                                | 1                                                                    |                                                                      |                                                                      |   |                         |                                                       |                                                       |                                                       |                                                       |  |                    |                                                       |                                                       |                                                       |                                                       |  |                    |                                                        |                                                        |                                                        |                                                        |  |                    |                                             |                                             |  |
|  | Manchester City                                                      | 2                                                                    | 4                                                                    | 6                                                                    |   |                         |                                                       |                                                       |                                                       |                                                       |  |                    |                                                       |                                                       |                                                       |                                                       |  |                    |                                                        |                                                        |                                                        |                                                        |  |                    |                                             |                                             |  |
|  | Manchester City                                                      | 2                                                                    | 4                                                                    | 6                                                                    |   |                         |                                                       |                                                       |                                                       |                                                       |  | Sporting de Lisboa | 2                                                     | 1                                                     | 3                                                     |                                                       |  |                    |                                                        |                                                        |                                                        |                                                        |  |                    |                                             |                                             |  |
|  |                                                                      |                                                                      |                                                                      |                                                                      |   |                         |                                                       |                                                       |                                                       |                                                       |  | Sporting de Lisboa | 2                                                     | 1                                                     | 3                                                     |                                                       |  |                    |                                                        |                                                        |                                                        |                                                        |  |                    |                                             |                                             |  |
|  |                                                                      |                                                                      | Metalist Járkov                                                      | 1                                                                    | 1 | 2                       |                                                       |                                                       |                                                       |                                                       |  |                    |                                                       |                                                       |                                                       |                                                       |  |                    |                                                        |                                                        |                                                        |                                                        |  |                    |                                             |                                             |  |
|  | Red Bull Salzburgo                                                   | 0                                                                    | Metalist Járkov                                                      | 1                                                                    | 1 | 2                       | 1                                                     | 1                                                     |                                                       |                                                       |  |                    |                                                       |                                                       |                                                       |                                                       |  |                    |                                                        |                                                        |                                                        |                                                        |  |                    |                                             |                                             |  |
|  | Red Bull Salzburgo                                                   | 0                                                                    |                                                                      |                                                                      |   |                         |                                                       |                                                       |                                                       |                                                       |  |                    |                                                       |                                                       |                                                       |                                                       |  |                    |                                                        |                                                        |                                                        |                                                        |  |                    |                                             |                                             |  |
|  | Metalist Járkov                                                      | 4                                                                    | 4                                                                    | 8                                                                    |   |                         |                                                       |                                                       |                                                       |                                                       |  |                    |                                                       |                                                       |                                                       |                                                       |  |                    |                                                        |                                                        |                                                        |                                                        |  |                    |                                             |                                             |  |
|  | Metalist Járkov                                                      | 4                                                                    | 4                                                                    | 8                                                                    |   | Metalist Járkov (v.)    | 0                                                     | 2                                                     | 2                                                     |                                                       |  |                    |                                                       |                                                       |                                                       |                                                       |  |                    |                                                        |                                                        |                                                        |                                                        |  |                    |                                             |                                             |  |
|  |                                                                      |                                                                      |                                                                      |                                                                      |   | Metalist Járkov (v.)    | 0                                                     | 2                                                     | 2                                                     |                                                       |  |                    |                                                       |                                                       |                                                       |                                                       |  |                    |                                                        |                                                        |                                                        |                                                        |  |                    |                                             |                                             |  |
|  |                                                                      |                                                                      | Olympiacos                                                           | 1                                                                    | 1 | 2                       |                                                       |                                                       |                                                       |                                                       |  |                    |                                                       |                                                       |                                                       |                                                       |  |                    |                                                        |                                                        |                                                        |                                                        |  |                    |                                             |                                             |  |
|  | Rubin Kazán                                                          | 0                                                                    | Olympiacos                                                           | 1                                                                    | 1 | 2                       | 0                                                     | 0                                                     |                                                       |                                                       |  |                    |                                                       |                                                       |                                                       |                                                       |  |                    |                                                        |                                                        |                                                        |                                                        |  |                    |                                             |                                             |  |
|  | Rubin Kazán                                                          | 0                                                                    |                                                                      |                                                                      |   |                         |                                                       |                                                       |                                                       |                                                       |  |                    |                                                       |                                                       |                                                       |                                                       |  |                    |                                                        |                                                        |                                                        |                                                        |  |                    |                                             |                                             |  |
|  | Olympiacos                                                           | 1                                                                    | 1                                                                    | 2                                                                    |   |                         |                                                       |                                                       |                                                       |                                                       |  |                    |                                                       |                                                       |                                                       |                                                       |  |                    |                                                        |                                                        |                                                        |                                                        |  |                    |                                             |                                             |  |
|  | Olympiacos                                                           | 1                                                                    | 1                                                                    | 2                                                                    |   |                         |                                                       |                                                       |                                                       |                                                       |  |                    |                                                       |                                                       |                                                       |                                                       |  | Sporting de Lisboa | 2                                                      | 1                                                      | 3                                                      |                                                        |  |                    |                                             |                                             |  |
|  |                                                                      |                                                                      |                                                                      |                                                                      |   |                         |                                                       |                                                       |                                                       |                                                       |  |                    |                                                       |                                                       |                                                       |                                                       |  | Sporting de Lisboa | 2                                                      | 1                                                      | 3                                                      |                                                        |  |                    |                                             |                                             |  |
|  |                                                                      |                                                                      | Athletic Club                                                        | 1                                                                    | 3 | 4                       |                                                       |                                                       |                                                       |                                                       |  |                    |                                                       |                                                       |                                                       |                                                       |  |                    |                                                        |                                                        |                                                        |                                                        |  |                    |                                             |                                             |  |
|  | Steaua de Bucarest                                                   | 0                                                                    | Athletic Club                                                        | 1                                                                    | 3 | 4                       | 0                                                     | 0                                                     |                                                       |                                                       |  |                    |                                                       |                                                       |                                                       |                                                       |  |                    |                                                        |                                                        |                                                        |                                                        |  |                    |                                             |                                             |  |
|  | Steaua de Bucarest                                                   | 0                                                                    |                                                                      |                                                                      |   |                         |                                                       |                                                       |                                                       |                                                       |  |                    |                                                       |                                                       |                                                       |                                                       |  |                    |                                                        |                                                        |                                                        |                                                        |  |                    |                                             |                                             |  |
|  | Twente                                                               | 1                                                                    | 1                                                                    | 2                                                                    |   |                         |                                                       |                                                       |                                                       |                                                       |  |                    |                                                       |                                                       |                                                       |                                                       |  |                    |                                                        |                                                        |                                                        |                                                        |  |                    |                                             |                                             |  |
|  | Twente                                                               | 1                                                                    | 1                                                                    | 2                                                                    |   | Twente                  | 1                                                     | 1                                                     | 2                                                     |                                                       |  |                    |                                                       |                                                       |                                                       |                                                       |  |                    |                                                        |                                                        |                                                        |                                                        |  |                    |                                             |                                             |  |
|  |                                                                      |                                                                      |                                                                      |                                                                      |   | Twente                  | 1                                                     | 1                                                     | 2                                                     |                                                       |  |                    |                                                       |                                                       |                                                       |                                                       |  |                    |                                                        |                                                        |                                                        |                                                        |  |                    |                                             |                                             |  |
|  |                                                                      |                                                                      | Schalke 04                                                           | 0                                                                    | 4 | 4                       |                                                       |                                                       |                                                       |                                                       |  |                    |                                                       |                                                       |                                                       |                                                       |  |                    |                                                        |                                                        |                                                        |                                                        |  |                    |                                             |                                             |  |
|  | Viktoria Plzeň                                                       | 1                                                                    | Schalke 04                                                           | 0                                                                    | 4 | 4                       | 1                                                     | 2                                                     |                                                       |                                                       |  |                    |                                                       |                                                       |                                                       |                                                       |  |                    |                                                        |                                                        |                                                        |                                                        |  |                    |                                             |                                             |  |
|  | Viktoria Plzeň                                                       | 1                                                                    |                                                                      |                                                                      |   |                         |                                                       |                                                       |                                                       |                                                       |  |                    |                                                       |                                                       |                                                       |                                                       |  |                    |                                                        |                                                        |                                                        |                                                        |  |                    |                                             |                                             |  |
|  | Schalke 04                                                           | 1                                                                    | 3                                                                    | 4                                                                    |   |                         |                                                       |                                                       |                                                       |                                                       |  |                    |                                                       |                                                       |                                                       |                                                       |  |                    |                                                        |                                                        |                                                        |                                                        |  |                    |                                             |                                             |  |
|  | Schalke 04                                                           | 1                                                                    | 3                                                                    | 4                                                                    |   |                         |                                                       |                                                       |                                                       |                                                       |  | Schalke 04         | 2                                                     | 2                                                     | 4                                                     |                                                       |  |                    |                                                        |                                                        |                                                        |                                                        |  |                    |                                             |                                             |  |
|  |                                                                      |                                                                      |                                                                      |                                                                      |   |                         |                                                       |                                                       |                                                       |                                                       |  | Schalke 04         | 2                                                     | 2                                                     | 4                                                     |                                                       |  |                    |                                                        |                                                        |                                                        |                                                        |  |                    |                                             |                                             |  |
|  |                                                                      |                                                                      | Athletic Club                                                        | 4                                                                    | 2 | 6                       |                                                       |                                                       |                                                       |                                                       |  |                    |                                                       |                                                       |                                                       |                                                       |  |                    |                                                        |                                                        |                                                        |                                                        |  |                    |                                             |                                             |  |
|  | Ajax                                                                 | 0                                                                    | Athletic Club                                                        | 4                                                                    | 2 | 6                       | 2                                                     | 2                                                     |                                                       |                                                       |  |                    |                                                       |                                                       |                                                       |                                                       |  |                    |                                                        |                                                        |                                                        |                                                        |  |                    |                                             |                                             |  |
|  | Ajax                                                                 | 0                                                                    |                                                                      |                                                                      |   |                         |                                                       |                                                       |                                                       |                                                       |  |                    |                                                       |                                                       |                                                       |                                                       |  |                    |                                                        |                                                        |                                                        |                                                        |  |                    |                                             |                                             |  |
|  | Manchester United                                                    | 2                                                                    | 1                                                                    | 3                                                                    |   |                         |                                                       |                                                       |                                                       |                                                       |  |                    |                                                       |                                                       |                                                       |                                                       |  |                    |                                                        |                                                        |                                                        |                                                        |  |                    |                                             |                                             |  |
|  | Manchester United                                                    | 2                                                                    | 1                                                                    | 3                                                                    |   | Manchester United       | 2                                                     | 1                                                     | 3                                                     |                                                       |  |                    |                                                       |                                                       |                                                       |                                                       |  |                    |                                                        |                                                        |                                                        |                                                        |  |                    |                                             |                                             |  |
|  |                                                                      |                                                                      |                                                                      |                                                                      |   | Manchester United       | 2                                                     | 1                                                     | 3                                                     |                                                       |  |                    |                                                       |                                                       |                                                       |                                                       |  |                    |                                                        |                                                        |                                                        |                                                        |  |                    |                                             |                                             |  |
|  |                                                                      |                                                                      | Athletic Club                                                        | 3                                                                    | 2 | 5                       |                                                       |                                                       |                                                       |                                                       |  |                    |                                                       |                                                       |                                                       |                                                       |  |                    |                                                        |                                                        |                                                        |                                                        |  |                    |                                             |                                             |  |
|  | Lokomotiv Moscú                                                      | 2                                                                    | Athletic Club                                                        | 3                                                                    | 2 | 5                       | 0                                                     | 2                                                     |                                                       |                                                       |  |                    |                                                       |                                                       |                                                       |                                                       |  |                    |                                                        |                                                        |                                                        |                                                        |  |                    |                                             |                                             |  |
|  | Lokomotiv Moscú                                                      | 2                                                                    |                                                                      |                                                                      |   |                         |                                                       |                                                       |                                                       |                                                       |  |                    |                                                       |                                                       |                                                       |                                                       |  |                    |                                                        |                                                        |                                                        |                                                        |  |                    |                                             |                                             |  |
|  | Athletic Club (v.)                                                   | 1                                                                    | 1                                                                    | 2                                                                    |   |                         |                                                       |                                                       |                                                       |                                                       |  |                    |                                                       |                                                       |                                                       |                                                       |  |                    |                                                        |                                                        |                                                        |                                                        |  |                    |                                             |                                             |  |
|  | Athletic Club (v.)                                                   | 1                                                                    | 1                                                                    | 2                                                                    |   |                         |                                                       |                                                       |                                                       |                                                       |  |                    |                                                       |                                                       |                                                       |                                                       |  |                    |                                                        |                                                        |                                                        |                                                        |  |                    |                                             |                                             |  |
|  |                                                                      |                                                                      |                                                                      |                                                                      |   |                         |                                                       |                                                       |                                                       |                                                       |  |                    |                                                       |                                                       |                                                       |                                                       |  |                    |                                                        |                                                        |                                                        |                                                        |  |                    |                                             |                                             |  |

### Octavos de final
Los partidos de ida se jugaron el 8 de marzo y los de vuelta el 15 de marzo.

#### AZ Alkmaar - Udinese Calcio
| 8 de marzo de 2012 | AZ Alkmaar                   | 2:0 (0:0) | Udinese | AZ Stadion, Alkmaar                           |                                               |
|                    | Martens 63' · Falkenburg 84' | Reporte   |         | Árbitro(s): David Fernández Borbalán (España) | Árbitro(s): David Fernández Borbalán (España) |

| 15 de marzo de 2012 | Udinese          | 2:1 (2:1) | AZ Alkmaar     | Estadio Friuli, Udine              |                                    |
|                     | Di Natale 3' 15' | Reporte   | Falkenburg 31' | Árbitro(s): Milorad Mažić (Serbia) | Árbitro(s): Milorad Mažić (Serbia) |

#### Valencia - PSV Eindhoven
| 8 de marzo de 2012 | Valencia                                              | 4:2 (3:0) | PSV Eindhoven                  | Estadio Mestalla, Valencia          |                                     |
|                    | Víctor Ruiz 11' · Soldado 13' 43' (pen.) · Piatti 56' | Reporte   | Toivonen 83' · Wijnaldum 90+1' | Árbitro(s): Manuel Gräfe (Alemania) | Árbitro(s): Manuel Gräfe (Alemania) |

| 15 de marzo de 2012 | PSV Eindhoven | 1:1 (0:0) | Valencia | PSV Stadion, Eindhoven               |                                      |
|                     | Toivonen 64'  | Reporte   | Rami 47' | Árbitro(s): William Collum (Escocia) | Árbitro(s): William Collum (Escocia) |

#### Atlético de Madrid - Beşiktaş
| 8 de marzo de 2012 | Atlético de Madrid          | 3:1 (3:0) | Beşiktaş  | Estadio Vicente Calderón, Madrid                                    |                                                                     |
|                    | Salvio 24' 27' · Adrián 37' | Reporte   | Simão 53' | Asistencia: 40.000 espectadores Árbitro(s): Jonas Eriksson (Suecia) | Asistencia: 40.000 espectadores Árbitro(s): Jonas Eriksson (Suecia) |

| 15 de marzo de 2012 | Beşiktaş | 0:3 (0:1) | Atlético de Madrid                     | Estadio BJK İnönü, Estambul                                            |                                                                        |
|                     |          | Reporte   | Adrián 26' · Falcao 83' · Salvio 90+4' | Asistencia: 23.000 espectadores Árbitro(s): Paolo Tagliavento (Italia) | Asistencia: 23.000 espectadores Árbitro(s): Paolo Tagliavento (Italia) |

#### Standard Lieja - Hannover 96
| 8 de marzo de 2012 | Standard Lieja          | 2:2 (2:1) | Hannover 96            | Estadio Maurice Dufrasne, Lieja    |                                    |
|                    | Buyens 27' · Tchité 30' | Reporte   | Stindl 22' · Diouf 56' | Árbitro(s): Tony Chapron (Francia) | Árbitro(s): Tony Chapron (Francia) |

| 15 de marzo de 2012 | Hannover 96                                              | 4:0 (2:0) | Standard Lieja | Hannover Arena, Hannover                     |                                              |
|                     | Abdellaoue 4' · Kanu 21' (a.g.) 73' (a.g.) · Pinto 90+3' | Reporte   |                | Árbitro(s): Pavel Královec (República Checa) | Árbitro(s): Pavel Královec (República Checa) |

#### Sporting de Lisboa - Manchester City
| 8 de marzo de 2012 | Sporting de Lisboa | 1:0 (0:0) | Manchester City | Estadio José Alvalade, Lisboa                                                |                                                                              |
|                    | Xandao 51'         | Reporte   |                 | Asistencia: 34.371 espectadores Árbitro(s): Carlos Velasco Carballo (España) | Asistencia: 34.371 espectadores Árbitro(s): Carlos Velasco Carballo (España) |

| 15 de marzo de 2012 | Manchester City                | 3:2 (0:2) | Sporting de Lisboa                  | Estadio Ciudad de Mánchester, Mánchester |                                        |
|                     | Agüero 60' 82' · Balotelli 75' | Reporte   | Fernández 33' · Van Wolfswinkel 40' | Árbitro(s): Tom Harald Hagen (Noruega)   | Árbitro(s): Tom Harald Hagen (Noruega) |

#### Metalist Járkov - Olympiacos
| 8 de marzo de 2012 | Metalist Járkov | 0:1 (0:0) | Olympiacos | Estadio Metalist, Járkov                                         |                                                                  |
|                    |                 | Reporte   | Fuster 50' | Asistencia: 11.000 espectadores Árbitro(s): István Vad (Hungría) | Asistencia: 11.000 espectadores Árbitro(s): István Vad (Hungría) |

| 15 de marzo de 2012 | Olympiacos  | 1:2 (1:0) | Metalist Járkov          | Estadio Georgios Karaiskakis, El Pireo                                    |                                                                           |
|                     | Marcano 15' | Reporte   | Villagra 81' · Dević 86' | Asistencia: 30.000 espectadores Árbitro(s): Ovidiu Alin Haţegan (Rumania) | Asistencia: 30.000 espectadores Árbitro(s): Ovidiu Alin Haţegan (Rumania) |

#### Twente - Schalke 04
| 8 de marzo de 2012 | Twente      | 1:0 (0:0) | Schalke 04 | De Grolsch Veste, Enschede                                          |                                                                     |
|                    | De Jong 61' | Reporte   |            | Asistencia: 30.000 espectadores Árbitro(s): Craig Thomson (Escocia) | Asistencia: 30.000 espectadores Árbitro(s): Craig Thomson (Escocia) |

| 15 de marzo de 2012 | Schalke 04                        | 4:1 (1:1) | Twente      | Arena AufSchalke, Gelsenkirchen     |                                     |
|                     | Huntelaar 29' 56' 81' · Jones 71' | Reporte   | Janssen 14' | Árbitro(s): Viktor Kassai (Hungría) | Árbitro(s): Viktor Kassai (Hungría) |

#### Manchester United - Athletic Club
| 8 de marzo de 2012 | Manchester United | 2:3 (1:1) | Athletic Club                              | Old Trafford, Mánchester                                             |                                                                      |
|                    | Rooney 22' 90+2'  | Reporte   | Llorente 44' · de Marcos 72' · Muniain 90' | Asistencia: 75.000 espectadores Árbitro(s): Florian Meyer (Alemania) | Asistencia: 75.000 espectadores Árbitro(s): Florian Meyer (Alemania) |

| 15 de marzo de 2012 | Athletic Club                | 2:1 (1:0) | Manchester United | Estadio de San Mamés, Bilbao                                       |                                                                    |
|                     | Llorente 23' · de Marcos 65' | Reporte   | Rooney 80'        | Asistencia: 40.000 espectadores Árbitro(s): Cüneyt Çakır (Turquía) | Asistencia: 40.000 espectadores Árbitro(s): Cüneyt Çakır (Turquía) |

### Cuartos de final
El sorteo se realizó el viernes 16 de marzo. Así mismo, los partidos de ida se jugaron el 29 de marzo, y los partidos de vuelta el 5 de abril.

#### AZ Alkmaar - Valencia
| 29 de marzo de 2012 | AZ Alkmaar                 | 2:1 (1:0) | Valencia  | AZ Stadion, Alkmaar                                                      |                                                                          |
|                     | Holman 45+1' · Martens 79' | Reporte   | Topal 51' | Asistencia: 16.000 espectadores Árbitro(s): Martin Atkinson (Inglaterra) | Asistencia: 16.000 espectadores Árbitro(s): Martin Atkinson (Inglaterra) |

| 5 de abril de 2012 | Valencia                                       | 4:0 (2:0) | AZ Alkmaar | Estadio Mestalla, Valencia                                                   |                                                                              |
|                    | Rami 14', 16' · Jordi Alba 56' · Hernández 80' | Reporte   |            | Asistencia: 25.000 espectadores Árbitro(s): Pavel Královec (República Checa) | Asistencia: 25.000 espectadores Árbitro(s): Pavel Královec (República Checa) |

#### Schalke 04 - Athletic Club
| 29 de marzo de 2012 | Schalke 04   | 2:4 (1:1) | Athletic Club                                     | Arena AufSchalke, Gelsenkirchen                                      |                                                                      |
|                     | Raúl 22' 59' | Reporte   | Llorente 21', 73' · De Marcos 81' · Muniain 90+3' | Asistencia: 53.500 espectadores Árbitro(s): Pedro Proença (Portugal) | Asistencia: 53.500 espectadores Árbitro(s): Pedro Proença (Portugal) |

| 5 de abril de 2012 | Athletic Club                | 2:2 (1:1) | Schalke 04               | Estadio de San Mamés, Bilbao                                        |                                                                     |
|                    | Ibai Gómez 41' · Susaeta 55' | Reporte   | Huntelaar 29' · Raúl 52' | Asistencia: 40.000 espectadores Árbitro(s): Nicola Rizzoli (Italia) | Asistencia: 40.000 espectadores Árbitro(s): Nicola Rizzoli (Italia) |

#### Sporting de Lisboa - Metalist Járkov
| 29 de marzo de 2012 | Sporting Lisboa          | 2:1 (0:0) | Metalist Járkov      | Estadio José Alvalade, Lisboa                                         |                                                                       |
|                     | Izmáilov 51' · Insúa 64' | Reporte   | Cleiton Xavier 90+1' | Asistencia: 27.000 espectadores Árbitro(s): Wolfgang Stark (Alemania) | Asistencia: 27.000 espectadores Árbitro(s): Wolfgang Stark (Alemania) |

| 5 de abril de 2012 | Metalist Járkov | 1:1 (0:1) | Sporting de Lisboa  | Estadio Metalist, Járkov                                             |                                                                      |
|                    | Cristaldo 57'   | Reporte   | van Wolfswinkel 44' | Asistencia: 38.500 espectadores Árbitro(s): William Collum (Escocia) | Asistencia: 38.500 espectadores Árbitro(s): William Collum (Escocia) |

#### Atlético de Madrid - Hannover 96
| 29 de marzo de 2012 | Atlético de Madrid     | 2:1 (1:1) | Hannover 96 | Estadio Vicente Calderón, Madrid                                      |                                                                       |
|                     | Falcao 9' · Salvio 89' | Reporte   | Diouf 38'   | Asistencia: 40.000 espectadores Árbitro(s): Stéphane Lannoy (Francia) | Asistencia: 40.000 espectadores Árbitro(s): Stéphane Lannoy (Francia) |

| 5 de abril de 2012 | Hannover 96 | 1:2 (0:0) | Atlético de Madrid      | Hannover Arena, Hannover                                                  |                                                                           |
|                    | Diouf 81'   | Reporte   | Adrián 63' · Falcao 87' | Asistencia: 44.000 espectadores Árbitro(s): Mark Clattenburg (Inglaterra) | Asistencia: 44.000 espectadores Árbitro(s): Mark Clattenburg (Inglaterra) |

### Semifinal
Los partidos de ida se jugaron el 19 de abril y los de vuelta 26 de abril.

#### Atlético de Madrid - Valencia
| 19 de abril de 2012 | Atlético de Madrid                         | 4:2 (1:1) | Valencia                          | Estadio Vicente Calderón, Madrid                                    |                                                                     |
|                     | Falcao 18', 77' · Miranda 48' · Adrián 53' | Reporte   | Jonas 45+2' · Ricardo Costa 90+4' | Asistencia: 50.000 espectadores Árbitro(s): Craig Thomson (Escocia) | Asistencia: 50.000 espectadores Árbitro(s): Craig Thomson (Escocia) |

| 26 de abril de 2012 | Valencia | 0:1 (0:0) | Atlético de Madrid | Estadio Mestalla, Valencia            |                                       |
|                     |          | Reporte   | Adrián 60'         | Árbitro(s): Damir Skomina (Eslovenia) | Árbitro(s): Damir Skomina (Eslovenia) |

#### Sporting de Lisboa - Athletic Club
| 19 de abril de 2012 | Sporting de Lisboa    | 2:1 (0:0) | Athletic Club  | Estadio José Alvalade, Lisboa                                       |                                                                     |
|                     | Insúa 75' · Capel 80' | Reporte   | Aurtenetxe 53' | Asistencia: 37.286 espectadores Árbitro(s): Jonas Eriksson (Suecia) | Asistencia: 37.286 espectadores Árbitro(s): Jonas Eriksson (Suecia) |

| 26 de abril de 2012 | Athletic Club                         | 3:1 (2:1) | Sporting de Lisboa        | Estadio de San Mamés, Bilbao                                             |                                                                          |
|                     | Susaeta 16' · Ibai 45' · Llorente 88' | Reporte   | Ricky van Wolfswinkel 43' | Asistencia: 42.563 espectadores Árbitro(s): Martin Atkinson (Inglaterra) | Asistencia: 42.563 espectadores Árbitro(s): Martin Atkinson (Inglaterra) |

## Final
La final de la UEFA Europa League se disputó el 9 de mayo en la Arena Națională de Bucarest (Rumania) entre el Atlético Madrid y el Athletic Club. Fue la novena final entre equipos de un mismo país y la segunda entre equipos españoles, cinco años después de la disputada entre el Sevilla y el Espanyol. Fue además la segunda final de la competición para ambos conjuntos; mientras el Atlético venció en la anterior, jugada dos años antes contra el Fulham, el Athletic perdió en su primera final frente a la Juventus, jugada 35 años atrás.
| 13         | POR        | Thibaut Courtois |       |
| 20         | DEF        | Juanfran Torres  |       |
| 2          | DEF        | Diego Godín      |       |
| 6          | DEF        | João Miranda     |       |
| 23         | DEF        | Filipe Luís      |       |
| 11         | MED        | Arda Turan       | 90+3' |
| 14         | MED        | Gabi Fernández   |       |
| 22         | MED        | Diego            | 90'   |
| 4          | MED        | Mario Suárez     |       |
| 7          | DEL        | Adrián López     | 88'   |
| 9          | DEL        | Radamel Falcao   |       |
| Entrenador | Entrenador | Diego Simeone    |       |

| 1          | POR        | Gorka Iraizoz       |     |
| 15         | DEF        | Andoni Iraola       |     |
| 3          | DEF        | Jon Aurtenetxe      | 46' |
| 5          | DEF        | Fernando Amorebieta |     |
| 24         | DEF        | Javi Martínez       |     |
| 8          | MED        | Ander Iturraspe     | 46' |
| 21         | MED        | Ander Herrera       | 63' |
| 10         | MED        | Óscar de Marcos     |     |
| 14         | DEL        | Markel Susaeta      |     |
| 9          | DEL        | Fernando Llorente   |     |
| 19         | DEL        | Iker Muniain        |     |
| Entrenador | Entrenador | Marcelo Bielsa      |     |

| 8  | DEL | Eduardo Salvio   | 88'   |
| 19 | MED | Koke             | 90'   |
| 18 | DEF | Álvaro Domínguez | 90+3' |

| 28 | DEL | Ibai Gómez     | 46' |
| 17 | MED | Iñigo Pérez    | 46' |
| 2  | DEL | Gaizka Toquero | 63' |

| Anotado | 7'  | Radamel Falcao | 1–0 |
| Anotado | 34' | Radamel Falcao | 2–0 |
| Anotado | 85' | Diego          | 3–0 |

| Amonestado | 26' | Radamel Falcao |

| Amonestado | 22'   | Ander Herrera       |
| Amonestado | 64'   | Fernando Amorebieta |
| Amonestado | 75'   | Iñigo Pérez         |
| Amonestado | 90+1' | Markel Susaeta      |

| Árbitro                      | Wolfgang Stark     |
| Asistentes de línea de banda | Jan-Hendrik Salver |
| Asistentes de línea de banda | Mike Pickel        |
| Asistentes de línea de gol   | Deniz Aytekin      |
| Asistentes de línea de gol   | Florian Meyer      |
| Cuarto árbitro               | Stéphane Lannoy    |
| Reporte                      |                    |

| 13         | POR        | Thibaut Courtois |       |
| 20         | DEF        | Juanfran Torres  |       |
| 2          | DEF        | Diego Godín      |       |
| 6          | DEF        | João Miranda     |       |
| 23         | DEF        | Filipe Luís      |       |
| 11         | MED        | Arda Turan       | 90+3' |
| 14         | MED        | Gabi Fernández   |       |
| 22         | MED        | Diego            | 90'   |
| 4          | MED        | Mario Suárez     |       |
| 7          | DEL        | Adrián López     | 88'   |
| 9          | DEL        | Radamel Falcao   |       |
| Entrenador | Entrenador | Diego Simeone    |       |

| 1          | POR        | Gorka Iraizoz       |     |
| 15         | DEF        | Andoni Iraola       |     |
| 3          | DEF        | Jon Aurtenetxe      | 46' |
| 5          | DEF        | Fernando Amorebieta |     |
| 24         | DEF        | Javi Martínez       |     |
| 8          | MED        | Ander Iturraspe     | 46' |
| 21         | MED        | Ander Herrera       | 63' |
| 10         | MED        | Óscar de Marcos     |     |
| 14         | DEL        | Markel Susaeta      |     |
| 9          | DEL        | Fernando Llorente   |     |
| 19         | DEL        | Iker Muniain        |     |
| Entrenador | Entrenador | Marcelo Bielsa      |     |

| 8  | DEL | Eduardo Salvio   | 88'   |
| 19 | MED | Koke             | 90'   |
| 18 | DEF | Álvaro Domínguez | 90+3' |

| 28 | DEL | Ibai Gómez     | 46' |
| 17 | MED | Iñigo Pérez    | 46' |
| 2  | DEL | Gaizka Toquero | 63' |

| Anotado | 7'  | Radamel Falcao | 1–0 |
| Anotado | 34' | Radamel Falcao | 2–0 |
| Anotado | 85' | Diego          | 3–0 |

| Amonestado | 26' | Radamel Falcao |

| Amonestado | 22'   | Ander Herrera       |
| Amonestado | 64'   | Fernando Amorebieta |
| Amonestado | 75'   | Iñigo Pérez         |
| Amonestado | 90+1' | Markel Susaeta      |

| Árbitro                      | Wolfgang Stark     |
| Asistentes de línea de banda | Jan-Hendrik Salver |
| Asistentes de línea de banda | Mike Pickel        |
| Asistentes de línea de gol   | Deniz Aytekin      |
| Asistentes de línea de gol   | Florian Meyer      |
| Cuarto árbitro               | Stéphane Lannoy    |
| Reporte                      |                    |

|                                       |
| Bandera de España                     |
| Campeón Atlético de Madrid 2.º título |

## Goleadores
| Radamel Falcao García                   | Atlético de Madrid | 12 | 1215' |
| Klaas-Jan Huntelaar                     | Schalke 04         | 10 | 923'  |
| Adrián López                            | Atlético de Madrid | 8  | 1034' |
| Matías Suárez                           | Anderlecht         | 7  | 612'  |
| Fernando Llorente                       | Athletic Club      | 7  | 1121' |
| Dmitri Sychov                           | Lokomotiv Moscú    | 6  | 408'  |
| Ricky van Wolfswinkel                   | Sporting de Lisboa | 6  | 1045' |
| Andrew Johnson                          | Fulham             | 5  | 411'  |
| Marko Dević                             | Metalist Járkov    | 5  | 484'  |
| Jonathan Cristaldo                      | Metalist Járkov    | 5  | 579'  |
| Guillaume Gillet                        | Anderlecht         | 5  | 698'  |
| Ola Toivonen                            | PSV Eindhoven      | 5  | 760'  |
| Tim Matavž                              | PSV Eindhoven      | 5  | 787'  |
| Markel Susaeta                          | Athletic Club      | 5  | 1216' |
| Iker Muniain                            | Athletic Club      | 5  | 1227' |
| Última actualización: 9 de mayo de 2012 |                    |    |       |

## Máximos asistentes
| Diego                                   | Atlético de Madrid | 6 | 949'  |
| Manuel Fernandes                        | Beşiktaş           | 5 | 720'  |
| José Ernesto Sosa                       | Metalist Járkov    | 5 | 886'  |
| Giorgos Georgiadis                      | PAOK F.C.          | 4 | 484'  |
| Ola John                                | FC Twente          | 4 | 658'  |
| Dries Mertens                           | PSV Eindhoven      | 4 | 754'  |
| Diego Capel                             | Sporting de Lisboa | 4 | 862'  |
| Arda Turan                              | Atlético de Madrid | 4 | 875'  |
| Cleiton Xavier                          | Metalist Járkov    | 4 | 884'  |
| Yaya Touré                              | Manchester City    | 3 | 270'  |
| Andros Townsend                         | Tottenham Hotspur  | 3 | 314'  |
| Marko Dević                             | Metalist Járkov    | 3 | 484'  |
| Didier Ya Konan                         | Hannover 96        | 3 | 498'  |
| Pablo Brandán                           | Steaua de Bucarest | 3 | 607'  |
| Zakaria Labyad                          | PSV Eindhoven      | 3 | 637'  |
| Lars Stindl                             | Hannover 96        | 3 | 907'  |
| Taison                                  | Metalist Járkov    | 3 | 920'  |
| Fernando Llorente                       | Athletic Club      | 3 | 1121' |
| Stijn Schaars                           | Sporting de Lisboa | 3 | 1173' |
| Markel Susaeta                          | Athletic Club      | 3 | 1216' |
| Última actualización: 9 de mayo de 2012 |                    |   |       |